# Liste des églises du Doubs
La liste des églises du Doubs vise à situer les églises du département français de la Doubs. Il est fait état des diverses protections dont elles peuvent bénéficier, et notamment les inscriptions et classements au titre des monuments historiques.
En ce qui concerne le culte catholique, les églises sont situées dans l'archidiocèse de Besançon et le diocèse de Belfort-Montbéliard.

## Statistiques

### Nombres
Le département du Doubs comprend 571 communes au 1er janvier 2023.
Depuis 2022, l'archidiocèse de Besançon compte 67 paroisses et le diocèse de Belfort-Montbéliard, 36 paroisses, dont une partie dans le Territoire de Belfort et la Haute-Saône.

## Classement
Le classement ci-après se fait par commune selon l'ordre alphabétique.
Il est fait état des diverses protections dont elles peuvent bénéficier, et notamment les inscriptions et classements au titre des monuments historiques.

## Liste

### Cultecatholique
| Église                                                            | Commune                      | Adresse | Coordonnées                      | Notice         | Protection                                                                                         | Date        | Illustration                                                      |
| ----------------------------------------------------------------- | ---------------------------- | ------- | -------------------------------- | -------------- | -------------------------------------------------------------------------------------------------- | ----------- | ----------------------------------------------------------------- |
| Église de l'Assomption d'Abbans-Dessous                           | Abbans-Dessous               |         | 47° 08′ 03″ nord, 5° 52′ 28″ est |                | |             | Église de l'Assomption d'Abbans-Dessous                           |
| Église de l'Assomption d'Abbans-Dessus                            | Abbans-Dessus                |         | 47° 07′ 13″ nord, 5° 52′ 55″ est |                | |             | Église de l'Assomption d'Abbans-Dessus                            |
| Église Saint-Ermenfroi d'Abbenans                                 | Abbenans                     |         | 47° 30′ 01″ nord, 6° 26′ 50″ est |                | |             | Église Saint-Ermenfroi d'Abbenans                                 |
| Église Saint-Nicolas d'Accolans                                   | Accolans                     |         | 47° 29′ 38″ nord, 6° 31′ 48″ est |                | |             | Église Saint-Nicolas d'Accolans                                   |
| Église Saint-Ferréol-et-Saint-Ferjeux d'Amagney                   | Amagney                      |         | 47° 18′ 25″ nord, 6° 09′ 14″ est |                | |             | Église Saint-Ferréol-et-Saint-Ferjeux d'Amagney                   |
| Église Saint-Jean-Baptiste d'Amancey                              | Amancey                      |         | 47° 02′ 15″ nord, 6° 04′ 25″ est |                | |             | Église Saint-Jean-Baptiste d'Amancey                              |
| Église Saint-Martin d'Amathay-Vésigneux                           | Amathay-Vésigneux            |         | 47° 01′ 30″ nord, 6° 12′ 27″ est | « IA00014446 » | |             | Église Saint-Martin d'Amathay-Vésigneux                           |
| Église de l'Immaculée-Conception d'Amondans                       | Amondans                     |         | 47° 04′ 07″ nord, 6° 02′ 25″ est |                | |             | Église de l'Immaculée-Conception d'Amondans                       |
| Église de l'Assomption d'Anteuil                                  | Anteuil                      |         | 47° 23′ 11″ nord, 6° 33′ 34″ est | « PA25000052 » | Classé MH                                                                                          | 2009        | Église de l'Assomption d'Anteuil                                  |
| Église Saint-Nicolas de Glainans                                  | Anteuil                      |         | 47° 22′ 41″ nord, 6° 35′ 02″ est |                | |             | Église Saint-Nicolas de Glainans                                  |
| Église Saint-Nicolas d'Appenans                                   | Appenans                     |         | 47° 26′ 39″ nord, 6° 33′ 58″ est |                | |             | Église Saint-Nicolas d'Appenans                                   |
| Église Saint-Bénigne d'Arc-et-Senans                              | Arc-et-Senans                |         | 47° 02′ 12″ nord, 5° 47′ 20″ est |                | |             | Église Saint-Bénigne d'Arc-et-Senans                              |
| Église Saint-Étienne d'Arc-sous-Cicon                             | Arc-sous-Cicon               |         | 47° 03′ 03″ nord, 6° 22′ 50″ est | « IA00013835 » | |             | Église Saint-Étienne d'Arc-sous-Cicon                             |
| Église Saint-Laurent d'Arc-sous-Montenot                          | Arc-sous-Montenot            |         | 46° 54′ 42″ nord, 5° 59′ 56″ est | « PA25000090 » | Inscrit MH                                                                                         | 2018        | Église Saint-Laurent d'Arc-sous-Montenot                          |
| Église Saint-Privat d'Arcey                                       | Arcey                        |         | 47° 31′ 16″ nord, 6° 39′ 40″ est |                | |             | Église Saint-Privat d'Arcey                                       |
| Église de l'Assomption d'Arçon                                    | Arçon                        |         | 46° 56′ 51″ nord, 6° 22′ 38″ est | « IA00013833 » | |             | Église de l'Assomption d'Arçon                                    |
| Église Saint-Antide d'Aubonne                                     | Aubonne                      |         | 47° 02′ 07″ nord, 6° 19′ 39″ est | « IA00013832 » | |             | Église Saint-Antide d'Aubonne                                     |
| Église Saint-Martin d'Audeux                                      | Audeux                       |         | 47° 15′ 40″ nord, 5° 52′ 17″ est |                | |             | Église Saint-Martin d'Audeux                                      |
| Église de l'Immaculée-Conception d'Audincourt                     | Audincourt                   |         | 47° 29′ 12″ nord, 6° 49′ 58″ est | « PA25000065 » | Classé MH                                                                                          | 2013        | Église de l'Immaculée-Conception d'Audincourt                     |
| Église du Sacré-Cœur d'Audincourt                                 | Audincourt                   |         | 47° 28′ 34″ nord, 6° 50′ 32″ est | « PA00101443 » | Classé MH                                                                                          | 1996        | Église du Sacré-Cœur d'Audincourt                                 |
| Église Saint-Germain d'Autechaux                                  | Autechaux                    |         | 47° 22′ 43″ nord, 6° 23′ 03″ est |                | |             | Église Saint-Germain d'Autechaux                                  |
| Église Saint-Ferréol-et-Saint-Fergeux d'Autechaux-Roide           | Autechaux-Roide              |         | 47° 23′ 27″ nord, 6° 48′ 53″ est |                | |             | Église Saint-Ferréol-et-Saint-Fergeux d'Autechaux-Roide           |
| Église Saint-Vincent d'Avanne                                     | Avanne-Aveney                |         | 47° 12′ 04″ nord, 5° 57′ 51″ est | « PA25000009 » | Inscrit MH                                                                                         | 1998        | Église Saint-Vincent d'Avanne                                     |
| Église Saint-Symphorien d'Avilley                                 | Avilley                      |         | 47° 25′ 32″ nord, 6° 16′ 09″ est |                | |             | Église Saint-Symphorien d'Avilley                                 |
| Église Saint-Donat d'Avoudrey                                     | Avoudrey                     |         | 47° 08′ 27″ nord, 6° 26′ 04″ est |                | |             | Église Saint-Donat d'Avoudrey                                     |
| Église Saint-Nicolas d'Aïssey                                     | Aïssey                       |         | 47° 16′ 08″ nord, 6° 19′ 51″ est |                | |             | Église Saint-Nicolas d'Aïssey                                     |
| Église Saint-André de Bannans                                     | Bannans                      |         | 46° 53′ 07″ nord, 6° 14′ 11″ est | « PA00101444 » | Inscrit MH                                                                                         | 1980        | Église Saint-André de Bannans                                     |
| Église Saint-Hubert de Bartherans                                 | Bartherans                   |         | 47° 02′ 27″ nord, 5° 55′ 45″ est |                | |             | Église Saint-Hubert de Bartherans                                 |
| Église Saint-Martin de Baume-les-Dames                            | Baume-les-Dames              |         | 47° 21′ 12″ nord, 6° 21′ 43″ est | « PA00101446 » | Inscrit MH                                                                                         | 1939        | Église Saint-Martin de Baume-les-Dames                            |
| Abbatiale des Chanoinesses de Baume-les-Dames                     | Baume-les-Dames              |         | 47° 21′ 08″ nord, 6° 21′ 45″ est |                | |             | Abbatiale des Chanoinesses de Baume-les-Dames                     |
| Église Saint-Pierre-et-Saint-Paul de Cour                         | Baume-les-Dames              |         | 47° 20′ 38″ nord, 6° 22′ 03″ est |                | |             | Église Saint-Pierre-et-Saint-Paul de Cour                         |
| Église de l'Assomption de Belleherbe                              | Belleherbe                   |         | 47° 15′ 37″ nord, 6° 39′ 29″ est |                | |             | Église de l'Assomption de Belleherbe                              |
| Église Saint-Claude de Droitfontaine                              | Belleherbe                   |         | 47° 16′ 53″ nord, 6° 41′ 55″ est |                | |             | Église Saint-Claude de Droitfontaine                              |
| Église Saint-Grat de Belmont                                      | Belmont                      |         | 47° 13′ 14″ nord, 6° 21′ 58″ est |                | |             | Église Saint-Grat de Belmont                                      |
| Église Saint-Nicolas de Belvoir                                   | Belvoir                      |         | 47° 19′ 06″ nord, 6° 36′ 14″ est |                | |             | Église Saint-Nicolas de Belvoir                                   |
| Église Saint-Martin de Berthelange                                | Berthelange                  |         | 47° 11′ 54″ nord, 5° 46′ 41″ est |                | |             | Église Saint-Martin de Berthelange                                |
| Cathédrale Saint-Jean de Besançon                                 | Besançon                     |         | 47° 14′ 01″ nord, 6° 01′ 50″ est | « PA00101462 » | Classé MH                                                                                          | 1875        | Cathédrale Saint-Jean de Besançon                                 |
| Ancienne église des Dames de Battant                              | Besançon                     |         | 47° 14′ 17″ nord, 6° 01′ 35″ est | « PA00101469 » | Inscrit MH                                                                                         | 1942        | Ancienne église des Dames de Battant                              |
| Basilique Saint-Ferjeux                                           | Besançon                     |         | 47° 13′ 58″ nord, 5° 59′ 21″ est | « PA25000053 » | Inscrit MH                                                                                         | 2006        | Basilique Saint-Ferjeux                                           |
| Cathédrale Saint-Étienne de Besançon                              | Besançon                     |         | 47° 13′ 53″ nord, 6° 01′ 57″ est |                | |             | Cathédrale Saint-Étienne de Besançon                              |
| Église Notre-Dame de Besançon                                     | Besançon                     |         | 47° 14′ 05″ nord, 6° 01′ 30″ est | « PA00101452 » | Inscrit MH                                                                                         | 1926        | Église Notre-Dame de Besançon                                     |
| Église Saint-François-Xavier de Besançon                          | Besançon                     |         | 47° 14′ 14″ nord, 6° 01′ 16″ est |                | |             | Église Saint-François-Xavier de Besançon                          |
| Église Saint-François-d'Assise de Besançon                        | Besançon                     |         | 47° 13′ 22″ nord, 5° 58′ 43″ est |                | |             | Église Saint-François-d'Assise de Besançon                        |
| Église Saint-Hippolyte de Velotte                                 | Besançon                     |         | 47° 13′ 08″ nord, 6° 01′ 06″ est |                | |             | Église Saint-Hippolyte de Velotte                                 |
| Église Saint-Martin des Chaprais                                  | Besançon                     |         | 47° 15′ 00″ nord, 6° 02′ 09″ est |                | |             | Église Saint-Martin des Chaprais                                  |
| Église Saint-Maurice de Besançon                                  | Besançon                     |         | 47° 14′ 09″ nord, 6° 01′ 39″ est | « PA00101472 » | Inscrit MH                                                                                         | 1938        | Église Saint-Maurice de Besançon                                  |
| Église Saint-Pierre de Besançon                                   | Besançon                     |         | 47° 14′ 17″ nord, 6° 01′ 28″ est | « PA00101473 » | Classé MH                                                                                          | 1942        | Église Saint-Pierre de Besançon                                   |
| Église Sainte-Jeanne-d'Arc de Besançon                            | Besançon                     |         | 47° 14′ 20″ nord, 6° 02′ 13″ est |                | |             | Église Sainte-Jeanne-d'Arc de Besançon                            |
| Basilique Sainte-Madeleine de Besançon                            | Besançon                     |         | 47° 14′ 24″ nord, 6° 01′ 09″ est | « PA00101468 » | Classé MH                                                                                          | 1930        | Basilique Sainte-Madeleine de Besançon                            |
| Église des Carmes de Besançon                                     | Besançon                     |         | 47° 14′ 10″ nord, 6° 01′ 34″ est | « PA00101470 » | Inscrit MH                                                                                         | 1937        | Église des Carmes de Besançon                                     |
| Église du Sacré-Cœur de Besançon                                  | Besançon                     |         | 47° 14′ 40″ nord, 6° 01′ 49″ est |                | |             | Église du Sacré-Cœur de Besançon                                  |
| Église Saint-Claude de Besançon                                   | Besançon                     |         | 47° 15′ 20″ nord, 6° 01′ 01″ est |                | |             | Église Saint-Claude de Besançon                                   |
| Église Saint-Joseph de Besançon                                   | Besançon                     |         | 47° 14′ 15″ nord, 6° 00′ 40″ est |                | |             | Église Saint-Joseph de Besançon                                   |
| Abbatiale Saint-Paul de Besançon                                  | Besançon                     |         | 47° 14′ 21″ nord, 6° 01′ 46″ est |                | |             | Abbatiale Saint-Paul de Besançon                                  |
| Église Saint-Louis de Besançon                                    | Besançon                     |         | 47° 14′ 49″ nord, 6° 00′ 33″ est |                | |             | Église Saint-Louis de Besançon                                    |
| Église Saint-Paul des Clairs-Soleils                              | Besançon                     |         | 47° 14′ 59″ nord, 6° 03′ 02″ est |                | |             | Image manquante Téléverser                                        |
| Église Saint-Pie-X de Palente                                     | Besançon                     |         | 47° 15′ 45″ nord, 6° 02′ 49″ est |                | |             | Image manquante Téléverser                                        |
| Église Sainte-Thérèse de Bethoncourt                              | Bethoncourt                  |         | 47° 31′ 56″ nord, 6° 47′ 46″ est |                | |             | Image manquante Téléverser                                        |
| Église Saint-Paul de Bethoncourt                                  | Bethoncourt                  |         | 47° 31′ 57″ nord, 6° 47′ 45″ est |                | |             | Image manquante Téléverser                                        |
| Église Saint-Hippolyte de Beure                                   | Beure                        |         | 47° 12′ 27″ nord, 6° 00′ 14″ est |                | |             | Église Saint-Hippolyte de Beure                                   |
| Église de l'Immaculée-Conception de Bians-les-Usiers              | Bians-les-Usiers             |         | 46° 57′ 37″ nord, 6° 16′ 09″ est | « IA00013996 » | |             | Église de l'Immaculée-Conception de Bians-les-Usiers              |
| Église Saint-Claude de Pissenavache                               | Bians-les-Usiers             |         | 46° 57′ 08″ nord, 6° 17′ 18″ est | « IA00014002 » | |             | Image manquante Téléverser                                        |
| Église de la Purification-de-Notre-Dame de Blamont                | Blamont                      |         | 47° 23′ 06″ nord, 6° 51′ 12″ est |                | |             | Église de la Purification-de-Notre-Dame de Blamont                |
| Église Saint-Léger de Blussans                                    | Blussans                     |         | 47° 25′ 42″ nord, 6° 36′ 23″ est |                | |             | Église Saint-Léger de Blussans                                    |
| Église Saint-Georges de Bolandoz                                  | Bolandoz                     |         | 47° 01′ 09″ nord, 6° 06′ 50″ est |                | |             | Église Saint-Georges de Bolandoz                                  |
| Église Saint-Paul de Bonnal                                       | Bonnal                       |         | 47° 30′ 25″ nord, 6° 21′ 21″ est |                | |             | Église Saint-Paul de Bonnal                                       |
| Église Saint-Lazare de Bonnay                                     | Bonnay                       |         | 47° 19′ 59″ nord, 6° 03′ 01″ est | « PA00132844 » | Classé MH                                                                                          | 1996        | Église Saint-Lazare de Bonnay                                     |
| Église Saint-Jean-Baptiste de Bonnevaux                           | Bonnevaux                    |         | 46° 48′ 30″ nord, 6° 11′ 04″ est | « IA00014125 » | |             | Église Saint-Jean-Baptiste de Bonnevaux                           |
| Église Saint-Antoine de Village-Haut                              | Bonnétage                    |         | 47° 12′ 00″ nord, 6° 42′ 13″ est |                | |             | Église Saint-Antoine de Village-Haut                              |
| Église Notre-Dame-de-Lorette des Cerneux-Monnot                   | Bonnétage                    |         | 47° 10′ 30″ nord, 6° 45′ 41″ est |                | |             | Église Notre-Dame-de-Lorette des Cerneux-Monnot                   |
| Église Saint-Léger de Bouclans                                    | Bouclans                     |         | 47° 14′ 55″ nord, 6° 14′ 14″ est |                | |             | Église Saint-Léger de Bouclans                                    |
| Église Saint-Maurice de Boujailles                                | Boujailles                   |         | 46° 53′ 18″ nord, 6° 04′ 44″ est | « PA00125394 » | Classé MH                                                                                          | 1995        | Église Saint-Maurice de Boujailles                                |
| Église Sainte-Anne de Bourguignon                                 | Bourguignon                  |         | 47° 24′ 45″ nord, 6° 46′ 57″ est |                | |             | Église Sainte-Anne de Bourguignon                                 |
| Église Saint-Nicolas de Bournois                                  | Bournois                     |         | 47° 29′ 55″ nord, 6° 29′ 48″ est |                | |             | Image manquante Téléverser                                        |
| Église Saint-Étienne de Boussières                                | Boussières                   |         | 47° 09′ 29″ nord, 5° 54′ 08″ est | « PA00101618 » | Classé MH Clocher et porche                                                                        | 1913        | Église Saint-Étienne de Boussières                                |
| Église de l'Assomption de Bouverans                               | Bouverans                    |         | 46° 51′ 21″ nord, 6° 12′ 34″ est | « IA00014254 » | |             | Église de l'Assomption de Bouverans                               |
| Église Saint-Martin de Branne                                     | Branne                       |         | 47° 22′ 37″ nord, 6° 28′ 17″ est |                | |             | Église Saint-Martin de Branne                                     |
| Église de la Nativité-de-la-Vierge de Leugney                     | Bremondans                   |         | 47° 14′ 29″ nord, 6° 23′ 20″ est | « PA00101619 » | Inscrit MH                                                                                         | 1926        | Église de la Nativité-de-la-Vierge de Leugney                     |
| Église Notre-Dame de Bretigney-Notre-Dame                         | Bretigney-Notre-Dame         |         | 47° 18′ 48″ nord, 6° 18′ 13″ est |                | |             | Église Notre-Dame de Bretigney-Notre-Dame                         |
| Église de la Nativité-de-Notre-Dame de Bretonvillers              | Bretonvillers                |         | 47° 13′ 06″ nord, 6° 38′ 15″ est |                | |             | Église de la Nativité-de-Notre-Dame de Bretonvillers              |
| Église Saint-Sébastien du Brey                                    | Brey-et-Maison-du-Bois       |         | 46° 44′ 23″ nord, 6° 15′ 03″ est | « IA00014131 » | |             | Église Saint-Sébastien du Brey                                    |
| Église Saint-Hilaire de Buffard                                   | Buffard                      |         | 47° 02′ 21″ nord, 5° 49′ 24″ est |                | |             | Église Saint-Hilaire de Buffard                                   |
| Église de l'Immaculée-Conception de Bugny                         | Bugny                        |         | 46° 59′ 42″ nord, 6° 21′ 14″ est | « IA00013828 » | |             | Église de l'Immaculée-Conception de Bugny                         |
| Église Saint-André de Bulle                                       | Bulle                        |         | 46° 53′ 39″ nord, 6° 13′ 27″ est | « IA00014017 » | |             | Église Saint-André de Bulle                                       |
| Église de l'Assomption de Burgille                                | Burgille                     |         | 47° 16′ 03″ nord, 5° 46′ 40″ est |                | |             | Église de l'Assomption de Burgille                                |
| Église Saints-Pierre-et-Paul de Busy                              | Busy                         |         | à géolocaliser                   |                | |             | Église Saints-Pierre-et-Paul de Busy                              |
| Église de l'Assomption de By                                      | By                           |         | 47° 00′ 47″ nord, 5° 53′ 24″ est |                | |             | Église de l'Assomption de By                                      |
| Église Saint-Désiré de Byans-sur-Doubs                            | Byans-sur-Doubs              |         | 47° 06′ 57″ nord, 5° 51′ 28″ est | « PA00125396 » | Classé MH Clocher-porche                                                                           | 1999        | Église Saint-Désiré de Byans-sur-Doubs                            |
| Église Saint-Remi de Cendrey                                      | Cendrey                      |         | 47° 24′ 16″ nord, 6° 14′ 43″ est |                | |             | Église Saint-Remi de Cendrey                                      |
| Église Saint-Antoine de Cernay-l'Église                           | Cernay-l'Église              |         | 47° 15′ 33″ nord, 6° 49′ 57″ est | « PA00101621 » | Inscrit MH                                                                                         | 1986        | Église Saint-Antoine de Cernay-l'Église                           |
| Église de l'Assomption de Chaffois                                | Chaffois                     |         | 46° 54′ 56″ nord, 6° 16′ 11″ est | « IA00014264 » | |             | Église de l'Assomption de Chaffois                                |
| Église Saint-Bénigne de Chalezeule                                | Chalezeule                   |         | 47° 15′ 36″ nord, 6° 04′ 34″ est |                | |             | Église Saint-Bénigne de Chalezeule                                |
| Église de la Nativité-de-Notre-Dame de Chalèze                    | Chalèze                      |         | 47° 16′ 07″ nord, 6° 05′ 23″ est |                | |             | Église de la Nativité-de-Notre-Dame de Chalèze                    |
| Église Saint-Laurent de Chamesey                                  | Chamesey                     |         | 47° 14′ 13″ nord, 6° 39′ 00″ est |                | |             | Église Saint-Laurent de Chamesey                                  |
| Église Saint-Ermenfroi de Chamesol                                | Chamesol                     |         | 47° 20′ 49″ nord, 6° 50′ 08″ est |                | |             | Église Saint-Ermenfroi de Chamesol                                |
| Église Saint-Laurent de Champagney                                | Champagney                   |         | 47° 15′ 23″ nord, 5° 54′ 24″ est |                | |             | Église Saint-Laurent de Champagney                                |
| Église de l'Assomption de Chantrans                               | Chantrans                    |         | 47° 02′ 36″ nord, 6° 08′ 52″ est | « IA00014463 » | |             | Église de l'Assomption de Chantrans                               |
| Église de l'Assomption de Chapelle-d'Huin                         | Chapelle-d'Huin              |         | 46° 55′ 56″ nord, 6° 10′ 00″ est | « IA00014025 » | |             | Église de l'Assomption de Chapelle-d'Huin                         |
| Église Saint-Jean-Baptiste de Chapelle-des-Bois                   | Chapelle-des-Bois            |         | 46° 35′ 51″ nord, 6° 06′ 51″ est | « PA00101622 » | Inscrit MH                                                                                         | 1981        | Église Saint-Jean-Baptiste de Chapelle-des-Bois                   |
| Église Saint-Blaise de Charmauvillers                             | Charmauvillers               |         | 47° 14′ 14″ nord, 6° 55′ 00″ est |                | |             | Église Saint-Blaise de Charmauvillers                             |
| Église Saint-Ursin de Charmoille                                  | Charmoille                   |         | 47° 14′ 49″ nord, 6° 40′ 16″ est |                | |             | Église Saint-Ursin de Charmoille                                  |
| Église Saint-Étienne de Charquemont                               | Charquemont                  |         | 47° 12′ 46″ nord, 6° 49′ 29″ est |                | |             | Église Saint-Étienne de Charquemont                               |
| Église Saint-Denis de Chassagne-Saint-Denis                       | Chassagne-Saint-Denis        |         | 47° 05′ 01″ nord, 6° 06′ 49″ est | « IA00014483 » | |             | Église Saint-Denis de Chassagne-Saint-Denis                       |
| Église Saint-Symphorien de Chaucenne                              | Chaucenne                    |         | 47° 17′ 11″ nord, 5° 53′ 51″ est |                | |             | Église Saint-Symphorien de Chaucenne                              |
| Église Saint-Jacques de Chaux-Neuve                               | Chaux-Neuve                  |         | 46° 40′ 50″ nord, 6° 07′ 56″ est | « PA00101625 » | Inscrit MH                                                                                         | 1926        | Église Saint-Jacques de Chaux-Neuve                               |
| Église de l'Immaculée-Conception de Chaux-lès-Passavant           | Chaux-lès-Passavant          |         | 47° 14′ 11″ nord, 6° 21′ 29″ est |                | |             | Église de l'Immaculée-Conception de Chaux-lès-Passavant           |
| Église de la Nativité-de-Notre-Dame de Chazot                     | Chazot                       |         | 47° 19′ 27″ nord, 6° 32′ 39″ est |                | |             | Église de la Nativité-de-Notre-Dame de Chazot                     |
| Église Saint-Alban de Chemaudin                                   | Chemaudin et Vaux            |         | 47° 13′ 29″ nord, 5° 53′ 25″ est | « PA00125397 » | Inscrit MH                                                                                         | 1993        | Église Saint-Alban de Chemaudin                                   |
| Église Saint-Ferréol-et-Saint-Ferjeux de Vaux-les-Prés            | Chemaudin et Vaux            |         | 47° 14′ 07″ nord, 5° 53′ 02″ est |                | |             | Église Saint-Ferréol-et-Saint-Ferjeux de Vaux-les-Prés            |
| Église de l'Exaltation-de-la-Sainte-Croix de Chenecey-Buillon     | Chenecey-Buillon             |         | 47° 08′ 28″ nord, 5° 57′ 25″ est |                | |             | Église de l'Exaltation-de-la-Sainte-Croix de Chenecey-Buillon     |
| Église Saints-Pierre-et-Paul de Chevigney-lès-Vercel              | Chevigney-lès-Vercel         |         | 47° 09′ 51″ nord, 6° 22′ 15″ est |                | |             | Église Saints-Pierre-et-Paul de Chevigney-lès-Vercel              |
| Église Saint-Léger de Chevigney-sur-l'Ognon                       | Chevigney-sur-l'Ognon        |         | 47° 17′ 57″ nord, 5° 50′ 09″ est |                | |             | Église Saint-Léger de Chevigney-sur-l'Ognon                       |
| Église Saint-Nicolas de Chevroz                                   | Chevroz                      |         | 47° 20′ 02″ nord, 5° 59′ 49″ est |                | |             | Église Saint-Nicolas de Chevroz                                   |
| Église de la Nativité-de-Notre-Dame de Châtelblanc                | Châtelblanc                  |         | 46° 40′ 24″ nord, 6° 06′ 53″ est | « IA00014146 » | |             | Église de la Nativité-de-Notre-Dame de Châtelblanc                |
| Église Saint-Lazare de Châtillon-le-Duc                           | Châtillon-le-Duc             |         | 47° 18′ 30″ nord, 6° 00′ 20″ est |                | |             | Église Saint-Lazare de Châtillon-le-Duc                           |
| Église Saint-Siméon de Cléron                                     | Cléron                       |         | 47° 05′ 16″ nord, 6° 03′ 29″ est |                | |             | Église Saint-Siméon de Cléron                                     |
| Église Saint-Jean-l'Évangéliste de Colombier-Fontaine             | Colombier-Fontaine           |         | 47° 27′ 05″ nord, 6° 41′ 33″ est |                | |             | Église Saint-Jean-l'Évangéliste de Colombier-Fontaine             |
| Église Notre-Dame-de-Consolation de Consolation-Maisonnettes      | Consolation-Maisonnettes     |         | 47° 09′ 28″ nord, 6° 36′ 23″ est |                | |             | Église Notre-Dame-de-Consolation de Consolation-Maisonnettes      |
| Abbatiale de Corcelles-Ferrières                                  | Corcelles-Ferrières          |         | 47° 13′ 35″ nord, 5° 48′ 39″ est |                | |             | Abbatiale de Corcelles-Ferrières                                  |
| Église Saints-Pierre-et-Paul de Corcondray                        | Corcondray                   |         | 47° 13′ 50″ nord, 5° 49′ 33″ est |                | |             | Église Saints-Pierre-et-Paul de Corcondray                        |
| Église Saint-Ursin de Cour-Saint-Maurice                          | Cour-Saint-Maurice           |         | 47° 15′ 23″ nord, 6° 42′ 05″ est |                | |             | Église Saint-Ursin de Cour-Saint-Maurice                          |
| Église de Mont-sur-Lison de Courcelles                            | Courcelles                   |         | 47° 05′ 22″ nord, 5° 57′ 27″ est |                | |             | Église de Mont-sur-Lison de Courcelles                            |
| Église de la Conversion-de-Saint-Paul de Courchapon               | Courchapon                   |         | 47° 15′ 52″ nord, 5° 44′ 53″ est |                | |             | Église de la Conversion-de-Saint-Paul de Courchapon               |
| Église Saint-Laurent de Courtefontaine                            | Courtefontaine               |         | 47° 19′ 13″ nord, 6° 54′ 23″ est |                | |             | Église Saint-Laurent de Courtefontaine                            |
| Église de la Nativité-de-Notre-Dame de Courtetain-et-Salans       | Courtetain-et-Salans         |         | 47° 15′ 27″ nord, 6° 25′ 11″ est |                | |             | Église de la Nativité-de-Notre-Dame de Courtetain-et-Salans       |
| Église Saint-Hubert de Courvières                                 | Courvières                   |         | 46° 52′ 11″ nord, 6° 06′ 34″ est | « IA00014037 » | |             | Église Saint-Hubert de Courvières                                 |
| Église Saint-Étienne de Crosey-le-Grand                           | Crosey-le-Grand              |         | 47° 21′ 21″ nord, 6° 31′ 34″ est |                | |             | Église Saint-Étienne de Crosey-le-Grand                           |
| Église Saint-Étienne de Crosey-le-Petit                           | Crosey-le-Petit              |         | 47° 21′ 10″ nord, 6° 29′ 18″ est |                | |             | Église Saint-Étienne de Crosey-le-Petit                           |
| Église Saint-Thiébaut de Crouzet-Migette                          | Crouzet-Migette              |         | 46° 57′ 23″ nord, 6° 00′ 38″ est |                | |             | Église Saint-Thiébaut de Crouzet-Migette                          |
| Église de l'Assomption de Cubrial                                 | Cubrial                      |         | 47° 29′ 42″ nord, 6° 24′ 27″ est |                | |             | Église de l'Assomption de Cubrial                                 |
| Église Saint-Léger de Cubry                                       | Cubry                        |         | 47° 29′ 32″ nord, 6° 25′ 24″ est |                | |             | Église Saint-Léger de Cubry                                       |
| Église Saint-Léger dite aussi Notre-Dame-de-Cuisance de Cusance   | Cusance                      |         | 47° 19′ 26″ nord, 6° 25′ 28″ est |                | |             | Église Saint-Léger dite aussi Notre-Dame-de-Cuisance de Cusance   |
| Église Saint-Pierre-et-Saint-Paul de Cuse-et-Adrisans             | Cuse-et-Adrisans             |         | 47° 28′ 46″ nord, 6° 23′ 31″ est |                | |             | Église Saint-Pierre-et-Saint-Paul de Cuse-et-Adrisans             |
| Église Saint-Christophe de Cussey-sur-Lison                       | Cussey-sur-Lison             |         | 47° 03′ 37″ nord, 5° 57′ 22″ est | « PA00101778 » | Inscrit MH                                                                                         | 1991        | Église Saint-Christophe de Cussey-sur-Lison                       |
| Église Saint-André de Cussey-sur-l'Ognon                          | Cussey-sur-l'Ognon           |         | 47° 20′ 19″ nord, 5° 56′ 20″ est |                | |             | Église Saint-André de Cussey-sur-l'Ognon                          |
| Église Saint-Desle-et-Saint-Bénigne de Dambelin                   | Dambelin                     |         | 47° 22′ 30″ nord, 6° 40′ 35″ est |                | |             | Église Saint-Desle-et-Saint-Bénigne de Dambelin                   |
| Église Saint-Martin de Dammartin-les-Templiers                    | Dammartin-les-Templiers      |         | 47° 17′ 31″ nord, 6° 15′ 58″ est |                | |             | Église Saint-Martin de Dammartin-les-Templiers                    |
| Église Saint-Pierre de Dampierre-les-Bois                         | Dampierre-les-Bois           |         | 47° 30′ 27″ nord, 6° 54′ 40″ est | « IA00055233 » | |             | Église Saint-Pierre de Dampierre-les-Bois                         |
| Église Saint-Pierre-Saint-Paul de Dampierre-sur-le-Doubs          | Dampierre-sur-le-Doubs       |         | 47° 28′ 31″ nord, 6° 43′ 59″ est |                | |             | Église Saint-Pierre-Saint-Paul de Dampierre-sur-le-Doubs          |
| Église Saint-Georges de Dampjoux                                  | Dampjoux                     |         | 47° 20′ 34″ nord, 6° 45′ 31″ est |                | |             | Église Saint-Georges de Dampjoux                                  |
| Église Sainte-Marie-Madeleine de Damprichard                      | Damprichard                  |         | 47° 14′ 41″ nord, 6° 52′ 58″ est |                | |             | Église Sainte-Marie-Madeleine de Damprichard                      |
| Église de l'Assomption de Dannemarie-sur-Crète                    | Dannemarie-sur-Crète         |         | 47° 12′ 25″ nord, 5° 51′ 50″ est |                | |             | Église de l'Assomption de Dannemarie-sur-Crète                    |
| Église Saint-Martin de Deluz                                      | Deluz                        |         | 47° 17′ 35″ nord, 6° 12′ 07″ est | « PA00101637 » | Inscrit MH                                                                                         | 1988        | Église Saint-Martin de Deluz                                      |
| Église Saint-Lazare de Devecey                                    | Devecey                      |         | 47° 19′ 28″ nord, 6° 00′ 58″ est |                | |             | Église Saint-Lazare de Devecey                                    |
| Église Saint-Martin de Dommartin                                  | Dommartin                    |         | 46° 55′ 25″ nord, 6° 18′ 27″ est |                | |             | Église Saint-Martin de Dommartin                                  |
| Église Saint-Pierre-et-Saint-Paul de Dompierre-les-Tilleuls       | Dompierre-les-Tilleuls       |         | 46° 52′ 20″ nord, 6° 11′ 12″ est | « IA00014045 » | |             | Église Saint-Pierre-et-Saint-Paul de Dompierre-les-Tilleuls       |
| Église Saint-Martin de Domprel                                    | Domprel                      |         | 47° 12′ 04″ nord, 6° 28′ 10″ est |                | |             | Église Saint-Martin de Domprel                                    |
| Église de l'Assomption de Doubs                                   | Doubs                        |         | 46° 55′ 37″ nord, 6° 20′ 59″ est | « IA00014286 » | |             | Église de l'Assomption de Doubs                                   |
| Église Saint-Hippolyte de Durnes                                  | Durnes                       |         | 47° 05′ 42″ nord, 6° 14′ 06″ est | « IA00014500 » | |             | Église Saint-Hippolyte de Durnes                                  |
| Église Sainte-Agathe de Déservillers                              | Déservillers                 |         | 47° 00′ 04″ nord, 6° 04′ 13″ est |                | |             | Église Sainte-Agathe de Déservillers                              |
| Église Saint-Georges d'Eysson                                     | Eysson                       |         | 47° 11′ 57″ nord, 6° 25′ 44″ est |                | |             | Église Saint-Georges d'Eysson                                     |
| Église de l'Invention-des-Reliques-de-Saint-Étienne de Fallerans  | Fallerans                    |         | 47° 08′ 01″ nord, 6° 17′ 32″ est |                | |             | Église de l'Invention-des-Reliques-de-Saint-Étienne de Fallerans  |
| Église Saint-Roch de Ferrières-le-Lac                             | Ferrières-le-Lac             |         | 47° 16′ 03″ nord, 6° 53′ 31″ est |                | |             | Église Saint-Roch de Ferrières-le-Lac                             |
| Église de la Nativité-de-Notre-Dame de Ferrières-les-Bois         | Ferrières-les-Bois           |         | 47° 12′ 19″ nord, 5° 48′ 14″ est |                | |             | Église de la Nativité-de-Notre-Dame de Ferrières-les-Bois         |
| Église Saint-Léger de Fertans                                     | Fertans                      |         | 47° 03′ 05″ nord, 6° 03′ 49″ est | « PA00101644 » | Inscrit MH                                                                                         | 1988        | Église Saint-Léger de Fertans                                     |
| Église Saint-Laurent de Fesches-le-Châtel                         | Fesches-le-Châtel            |         | 47° 31′ 23″ nord, 6° 54′ 41″ est |                | |             | Église Saint-Laurent de Fesches-le-Châtel                         |
| Église Saint-Maurice de Fessevillers                              | Fessevillers                 |         | 47° 16′ 51″ nord, 6° 54′ 57″ est | « PA25000010 » | Inscrit MH                                                                                         | 1998        | Église Saint-Maurice de Fessevillers                              |
| Église Saint-Nicolas de Flagey                                    | Flagey                       |         | 47° 02′ 16″ nord, 6° 07′ 20″ est |                | |             | Église Saint-Nicolas de Flagey                                    |
| Église Saints-Ferréol-et-Ferjeux de Flangebouche                  | Flangebouche                 |         | 47° 08′ 18″ nord, 6° 28′ 29″ est |                | |             | Église Saints-Ferréol-et-Ferjeux de Flangebouche                  |
| Église Saint-Laurent de Fleurey                                   | Fleurey                      |         | 47° 18′ 16″ nord, 6° 46′ 43″ est |                | |             | Église Saint-Laurent de Fleurey                                   |
| Église Saint-Hippolyte d'Arguel                                   | Fontain                      |         | 47° 11′ 57″ nord, 6° 00′ 09″ est |                | |             | Église Saint-Hippolyte d'Arguel                                   |
| Église Saint-Pierre de Fontain                                    | Fontain                      |         | 47° 12′ 02″ nord, 6° 01′ 28″ est |                | |             | Église Saint-Pierre de Fontain                                    |
| Église de la Nativité-de-la-Sainte-Vierge de Fontaine-lès-Clerval | Fontaine-lès-Clerval         |         | 47° 25′ 30″ nord, 6° 28′ 15″ est |                | |             | Église de la Nativité-de-la-Sainte-Vierge de Fontaine-lès-Clerval |
| Église Saint-Ferréol de Fontenelle-Montby                         | Fontenelle-Montby            |         | 47° 26′ 53″ nord, 6° 24′ 56″ est |                | |             | Église Saint-Ferréol de Fontenelle-Montby                         |
| Église Saint-Germain de Fourg                                     | Fourg                        |         | 47° 05′ 51″ nord, 5° 48′ 35″ est |                | |             | Église Saint-Germain de Fourg                                     |
| Église Notre-Dame-des-Victoires de Fournet-Blancheroche           | Fournet-Blancheroche         |         | 47° 10′ 05″ nord, 6° 49′ 30″ est |                | |             | Église Notre-Dame-des-Victoires de Fournet-Blancheroche           |
| Église de la Nativité-de-Notre-Dame des Fournets                  | Fournets-Luisans             |         | 47° 06′ 44″ nord, 6° 33′ 46″ est |                | |             | Église de la Nativité-de-Notre-Dame des Fournets                  |
| Église Saint-Claude du Luisans                                    | Fournets-Luisans             |         | 47° 05′ 43″ nord, 6° 32′ 40″ est |                | |             | Église Saint-Claude du Luisans                                    |
| Église Saint-Sébastien de Frambouhans                             | Frambouhans                  |         | 47° 13′ 02″ nord, 6° 46′ 02″ est |                | |             | Église Saint-Sébastien de Frambouhans                             |
| Église Sainte-Madeleine de Franey                                 | Franey                       |         | 47° 15′ 42″ nord, 5° 49′ 01″ est |                | |             | Église Sainte-Madeleine de Franey                                 |
| Église de la Nativité-de-Notre-Dame de Franois                    | Franois                      |         | 47° 14′ 03″ nord, 5° 55′ 29″ est |                | |             | Église de la Nativité-de-Notre-Dame de Franois                    |
| Église Saint-Georges de Frasne                                    | Frasne                       |         | 46° 51′ 22″ nord, 6° 09′ 30″ est | « IA00014060 » | |             | Église Saint-Georges de Frasne                                    |
| Église de l'Immaculée-Conception de Froidevaux                    | Froidevaux                   |         | 47° 18′ 04″ nord, 6° 41′ 36″ est |                | |             | Église de l'Immaculée-Conception de Froidevaux                    |
| Église de la Nativité-de-Saint-Jean-Baptiste de Fuans             | Fuans                        |         | 47° 07′ 49″ nord, 6° 34′ 20″ est |                | |             | Église de la Nativité-de-Saint-Jean-Baptiste de Fuans             |
| Église de la Présentation-de-Notre-Dame de Gellin                 | Gellin                       |         | 46° 44′ 02″ nord, 6° 14′ 25″ est | « IA00014166 » | |             | Église de la Présentation-de-Notre-Dame de Gellin                 |
| Église de la Nativité-de-Notre-Dame de Geneuille                  | Geneuille                    |         | 47° 19′ 25″ nord, 5° 58′ 18″ est |                | |             | Église de la Nativité-de-Notre-Dame de Geneuille                  |
| Église Saint-Martin de Geney                                      | Geney                        |         | 47° 29′ 07″ nord, 6° 33′ 52″ est |                | |             | Église Saint-Martin de Geney                                      |
| Église Saint-Gengoult de Gennes                                   | Gennes                       |         | 47° 14′ 45″ nord, 6° 07′ 20″ est |                | |             | Église Saint-Gengoult de Gennes                                   |
| Église Sainte-Madeleine de Gevresin                               | Gevresin                     |         | 46° 58′ 04″ nord, 6° 02′ 29″ est |                | |             | Église Sainte-Madeleine de Gevresin                               |
| Église Sainte-Anne de Gilley                                      | Gilley                       |         | 47° 02′ 53″ nord, 6° 28′ 46″ est | « IA00013834 » | |             | Église Sainte-Anne de Gilley                                      |
| Église de la Sainte-Trinité de Glamondans                         | Glamondans                   |         | 47° 15′ 54″ nord, 6° 16′ 42″ est |                | |             | Église de la Sainte-Trinité de Glamondans                         |
| Église Saint-Pierre-et-Saint-Paul de Glay                         | Glay                         |         | 47° 24′ 22″ nord, 6° 53′ 27″ est |                | |             | Église Saint-Pierre-et-Saint-Paul de Glay                         |
| Église Saint-Valbert de Glère                                     | Glère                        |         | 47° 20′ 40″ nord, 6° 59′ 38″ est |                | |             | Église Saint-Valbert de Glère                                     |
| Église Saint-Maurice de Gonsans                                   | Gonsans                      |         | 47° 13′ 47″ nord, 6° 18′ 08″ est | « PA25000068 » | Inscrit MH                                                                                         | 2009        | Église Saint-Maurice de Gonsans                                   |
| Église Notre-Dame de Goumois                                      | Goumois                      |         | 47° 15′ 37″ nord, 6° 56′ 47″ est |                | |             | Église Notre-Dame de Goumois                                      |
| Église Saint-Valère de Goux-les-Usiers                            | Goux-les-Usiers              |         | 46° 58′ 14″ nord, 6° 16′ 32″ est | « PA00101779 » | Classé MH                                                                                          | 1992        | Église Saint-Valère de Goux-les-Usiers                            |
| Église de l'Assomption-de-la-Vierge de Goux-lès-Dambelin          | Goux-lès-Dambelin            |         | 47° 23′ 52″ nord, 6° 40′ 10″ est |                | |             | Église de l'Assomption-de-la-Vierge de Goux-lès-Dambelin          |
| Église Saint-Joseph de Grand'Combe-Châteleu                       | Grand'Combe-Châteleu         |         | 47° 01′ 36″ nord, 6° 34′ 11″ est | « IA00013844 » | |             | Église Saint-Joseph de Grand'Combe-Châteleu                       |
| Église Saint-Barnabé de Grand'Combe-des-Bois                      | Grand'Combe-des-Bois         |         | 47° 08′ 14″ nord, 6° 47′ 19″ est |                | |             | Église Saint-Barnabé de Grand'Combe-des-Bois                      |
| Église Saint-François-d'Assise de Grand-Charmont                  | Grand-Charmont               |         | 47° 31′ 41″ nord, 6° 49′ 23″ est | « EA25000010 » | |             | Église Saint-François-d'Assise de Grand-Charmont                  |
| Église Saint-Pierre-et-Saint-Paul de Grandfontaine                | Grandfontaine                |         | 47° 11′ 55″ nord, 5° 54′ 16″ est |                | |             | Église Saint-Pierre-et-Saint-Paul de Grandfontaine                |
| Église Sainte-Brigide de Granges-Narboz                           | Granges-Narboz               |         | 46° 52′ 45″ nord, 6° 18′ 34″ est | « IA00014300 » | |             | Église Sainte-Brigide de Granges-Narboz                           |
| Église Saint-Laurent de Grosbois                                  | Grosbois                     |         | 47° 20′ 39″ nord, 6° 18′ 21″ est |                | |             | Église Saint-Laurent de Grosbois                                  |
| Église Saint-Martin de Guyans-Durnes                              | Guyans-Durnes                |         | 47° 07′ 17″ nord, 6° 14′ 29″ est | « IA00014522 » | |             | Église Saint-Martin de Guyans-Durnes                              |
| Église de l'Assomption de Guyans-Vennes                           | Guyans-Vennes                |         | 47° 09′ 22″ nord, 6° 34′ 22″ est |                | |             | Église de l'Assomption de Guyans-Vennes                           |
| Église Saint-Antoine d'Houtaud                                    | Houtaud                      |         | 46° 54′ 59″ nord, 6° 18′ 33″ est | « IA00014320 » | |             | Église Saint-Antoine d'Houtaud                                    |
| Église Saint-Jean-l'Évangéliste d'Huanne                          | Huanne-Montmartin            |         | 47° 25′ 52″ nord, 6° 20′ 45″ est |                | |             | Église Saint-Jean-l'Évangéliste d'Huanne                          |
| Église Saint-Pierre-Saint-Paul d'Hyèvre-Paroisse                  | Hyèvre-Paroisse              |         | 47° 22′ 20″ nord, 6° 25′ 48″ est |                | |             | Église Saint-Pierre-Saint-Paul d'Hyèvre-Paroisse                  |
| Église Saint-Pierre-et-Saint-Paul d'Hérimoncourt                  | Hérimoncourt                 |         | 47° 26′ 24″ nord, 6° 53′ 03″ est |                | |             | Église Saint-Pierre-et-Saint-Paul d'Hérimoncourt                  |
| Église Saint-Ursanne d'Indevillers                                | Indevillers                  |         | 47° 18′ 46″ nord, 6° 57′ 22″ est |                | |             | Église Saint-Ursanne d'Indevillers                                |
| Église de l'Assomption-de-la-Vierge de Jallerange                 | Jallerange                   |         | 47° 15′ 10″ nord, 5° 43′ 01″ est |                | |             | Église de l'Assomption-de-la-Vierge de Jallerange                 |
| Église Saint-Jean-Baptiste de Jougne                              | Jougne                       |         | 46° 45′ 37″ nord, 6° 23′ 24″ est |                | |             | Église Saint-Jean-Baptiste de Jougne                              |
| Église Saint-Denis de L'Hôpital-du-Grosbois                       | L'Hôpital-du-Grosbois        |         | 47° 10′ 18″ nord, 6° 13′ 01″ est | « IA00014526 » | |             | Église Saint-Denis de L'Hôpital-du-Grosbois                       |
| Église de la Nativité-de-Notre-Dame de l'Isle-sur-le-Doubs        | L'Isle-sur-le-Doubs          |         | 47° 27′ 01″ nord, 6° 34′ 43″ est |                | |             | Église de la Nativité-de-Notre-Dame de l'Isle-sur-le-Doubs        |
| Église de La Bosse                                                | La Bosse                     |         | 47° 08′ 15″ nord, 6° 39′ 01″ est |                | |             | Église de La Bosse                                                |
| Église Saint-Antide de La Chaux                                   | La Chaux                     |         | 47° 01′ 22″ nord, 6° 26′ 04″ est | « IA00013829 » | |             | Église Saint-Antide de La Chaux                                   |
| Église Saint-Claude de La Chenalotte                              | La Chenalotte                |         | 47° 06′ 32″ nord, 6° 41′ 04″ est |                | |             | Église Saint-Claude de La Chenalotte                              |
| Église Saint-Pierre de La Cluse-et-Mijoux                         | La Cluse-et-Mijoux           |         | 46° 52′ 20″ nord, 6° 22′ 53″ est | « IA00014268 » | |             | Église Saint-Pierre de La Cluse-et-Mijoux                         |
| Église Saint-Sébastien de La Grange                               | La Grange                    |         | 47° 16′ 56″ nord, 6° 39′ 57″ est |                | |             | Église Saint-Sébastien de La Grange                               |
| Église de l'Assomption de La Planée                               | La Planée                    |         | 46° 50′ 26″ nord, 6° 16′ 55″ est | « IA00014335 » | |             | Église de l'Assomption de La Planée                               |
| Église Saint-Nicolas de La Rivière-Drugeon                        | La Rivière-Drugeon           |         | 46° 52′ 01″ nord, 6° 12′ 59″ est | « PA00101718 » | Inscrit MH                                                                                         | 1926        | Église Saint-Nicolas de La Rivière-Drugeon                        |
| Église Saint-Claude de La Sommette                                | La Sommette                  |         | 47° 11′ 35″ nord, 6° 30′ 36″ est |                | |             | Église Saint-Claude de La Sommette                                |
| Église Saints-Pierre-et-Paul de La Tour-de-Sçay                   | La Tour-de-Sçay              |         | 47° 23′ 14″ nord, 6° 13′ 35″ est |                | |             | Église Saints-Pierre-et-Paul de La Tour-de-Sçay                   |
| Église de la Nativité-de-Saint-Jean-Baptiste de La Vèze           | La Vèze                      |         | 47° 12′ 33″ nord, 6° 04′ 09″ est |                | |             | Église de la Nativité-de-Saint-Jean-Baptiste de La Vèze           |
| Église Saint-Théodule de Labergement-Sainte-Marie                 | Labergement-Sainte-Marie     |         | 46° 46′ 29″ nord, 6° 16′ 57″ est | « IA00014178 » | |             | Église Saint-Théodule de Labergement-Sainte-Marie                 |
| Église Saint-Antide de Laissey                                    | Laissey                      |         | 47° 17′ 53″ nord, 6° 14′ 02″ est |                | |             | Église Saint-Antide de Laissey                                    |
| Église Saint-Pierre de Landresse                                  | Landresse                    |         | 47° 15′ 23″ nord, 6° 28′ 08″ est |                | |             | Église Saint-Pierre de Landresse                                  |
| Église Saint-Laurent de Lantenne-Vertière                         | Lantenne-Vertière            |         | 47° 13′ 56″ nord, 5° 46′ 54″ est |                | |             | Église Saint-Laurent de Lantenne-Vertière                         |
| Église Saint-Germain de Lanthenans                                | Lanthenans                   |         | 47° 23′ 42″ nord, 6° 37′ 37″ est |                | |             | Église Saint-Germain de Lanthenans                                |
| Église Saint-Sulpice de Laval-le-Prieuré                          | Laval-le-Prieuré             |         | 47° 10′ 54″ nord, 6° 37′ 17″ est | « PA00101658 » | Inscrit MH                                                                                         | 1926        | Église Saint-Sulpice de Laval-le-Prieuré                          |
| Église de Lavans-Vuillafans                                       | Lavans-Vuillafans            |         | 47° 05′ 15″ nord, 6° 14′ 32″ est |                | |             | Église de Lavans-Vuillafans                                       |
| Église Saint-Ferreol-et-Saint-Ferjeux de Lavernay                 | Lavernay                     |         | 47° 14′ 47″ nord, 5° 48′ 59″ est |                | |             | Église Saint-Ferreol-et-Saint-Ferjeux de Lavernay                 |
| Église de la Sainte-Trinité de Laviron                            | Laviron                      |         | 47° 15′ 23″ nord, 6° 33′ 16″ est |                | |             | Église de la Sainte-Trinité de Laviron                            |
| Église Saint-Renobert du Barboux                                  | Le Barboux                   |         | 47° 07′ 16″ nord, 6° 43′ 05″ est |                | |             | Église Saint-Renobert du Barboux                                  |
| Église Saint-Georges du Bizot                                     | Le Bizot                     |         | 47° 08′ 07″ nord, 6° 40′ 17″ est | « PA00101616 » | Classé MH à l'exclusion du clocher moderne                                                         | 1969        | Église Saint-Georges du Bizot                                     |
| Église Saint-François-d'Assise du Bélieu                          | Le Bélieu                    |         | 47° 07′ 11″ nord, 6° 38′ 09″ est | « PA00101449 » | Inscrit MH                                                                                         | 1929        | Église Saint-François-d'Assise du Bélieu                          |
| Église Saint-Hubert du Luhier                                     | Le Luhier                    |         | 47° 10′ 05″ nord, 6° 39′ 25″ est |                | |             | Église Saint-Hubert du Luhier                                     |
| Église Saint-Pierre du Moutherot                                  | Le Moutherot                 |         | 47° 14′ 36″ nord, 5° 44′ 00″ est |                | |             | Église Saint-Pierre du Moutherot                                  |
| Église du Saint-Nom-de-Marie du Mémont                            | Le Mémont                    |         | 47° 09′ 21″ nord, 6° 40′ 58″ est |                | |             | Église du Saint-Nom-de-Marie du Mémont                            |
| Église Saint-Nicolas du Russey                                    | Le Russey                    |         | 47° 09′ 47″ nord, 6° 43′ 45″ est |                | |             | Église Saint-Nicolas du Russey                                    |
| Église Saint-Martin de Montfort                                   | Le Val                       |         | 47° 03′ 28″ nord, 5° 53′ 54″ est |                | |             | Église Saint-Martin de Montfort                                   |
| Église de Sainte-Foy des Alliés                                   | Les Alliés                   |         | 46° 56′ 54″ nord, 6° 26′ 50″ est | « IA00013831 » | |             | Église de Sainte-Foy des Alliés                                   |
| Église de la Sainte-Trinité d'Auxon-Dessous                       | Les Auxons                   |         | 47° 17′ 54″ nord, 5° 56′ 54″ est |                | |             | Église de la Sainte-Trinité d'Auxon-Dessous                       |
| Église Saint-Pierre des Auxons                                    | Les Auxons                   |         | 47° 18′ 01″ nord, 5° 58′ 15″ est |                | |             | Église Saint-Pierre des Auxons                                    |
| Église Saint-Michel des Bréseux                                   | Les Bréseux                  |         | 47° 16′ 12″ nord, 6° 48′ 27″ est | « PA25000092 » | Inscrit MH                                                                                         | 2021        | Église Saint-Michel des Bréseux                                   |
| Église du Saint-Esprit de Rémonot                                 | Les Combes                   |         | 47° 02′ 10″ nord, 6° 30′ 49″ est | « IA00013845 » | |             | Église du Saint-Esprit de Rémonot                                 |
| Église de la Nativité-de-Notre-Dame de la Motte                   | Les Combes                   |         | 47° 03′ 33″ nord, 6° 32′ 37″ est | « IA00013846 » | |             | Église de la Nativité-de-Notre-Dame de la Motte                   |
| Église Saint-Claude des Fins                                      | Les Fins                     |         | 47° 04′ 43″ nord, 6° 37′ 41″ est | « IA00013840 » | |             | Église Saint-Claude des Fins                                      |
| Église Sainte-Anne des Fontenelles                                | Les Fontenelles              |         | 47° 11′ 52″ nord, 6° 44′ 24″ est |                | |             | Église Sainte-Anne des Fontenelles                                |
| Église de l'Assomption des Fourgs                                 | Les Fourgs                   |         | 46° 50′ 02″ nord, 6° 24′ 01″ est | « IA00014293 » | |             | Église de l'Assomption des Fourgs                                 |
| Église de la Nativité-de-Saint-Jean-Baptiste des Grangettes       | Les Grangettes               |         | 46° 49′ 41″ nord, 6° 18′ 43″ est | « IA00014304 » | |             | Église de la Nativité-de-Saint-Jean-Baptiste des Grangettes       |
| Église Saint-Renobert des Gras                                    | Les Gras                     |         | 46° 59′ 43″ nord, 6° 32′ 35″ est | « IA00013841 » | |             | Église Saint-Renobert des Gras                                    |
| Église Sainte-Catherine des Hôpitaux-Neufs                        | Les Hôpitaux-Neufs           |         | 46° 46′ 38″ nord, 6° 22′ 22″ est | « PA00101654 » | Inscrit MH                                                                                         | 1939        | Église Sainte-Catherine des Hôpitaux-Neufs                        |
| Église Saint-Sébastien de Mérey-sous-Montrond                     | Les Monts-Ronds              |         | 47° 09′ 05″ nord, 6° 04′ 09″ est | « PA00101671 » | Inscrit MH                                                                                         | 1979        | Église Saint-Sébastien de Mérey-sous-Montrond                     |
| Église Saint-Didier de Villers-sous-Montrond                      | Les Monts-Ronds              |         | 47° 08′ 44″ nord, 6° 05′ 19″ est | « IA00014754 » | |             | Église Saint-Didier de Villers-sous-Montrond                      |
| Église de l'Assomption des Plains-et-Grands-Essarts               | Les Plains-et-Grands-Essarts |         | 47° 18′ 11″ nord, 6° 53′ 38″ est |                | |             | Église de l'Assomption des Plains-et-Grands-Essarts               |
| Église de la Visitation-de-Notre-Dame des Pontets                 | Les Pontets                  |         | 46° 43′ 11″ nord, 6° 10′ 20″ est | « IA00014202 » | |             | Église de la Visitation-de-Notre-Dame des Pontets                 |
| Église Saints-Pierre-et-Paul de Nods                              | Les Premiers Sapins          |         | 47° 05′ 45″ nord, 6° 20′ 18″ est |                | |             | Église Saints-Pierre-et-Paul de Nods                              |
| Église de l'Assomption d'Athose                                   | Les Premiers Sapins          |         | 47° 04′ 41″ nord, 6° 18′ 34″ est |                | |             | Église de l'Assomption d'Athose                                   |
| Église des Rois-Mages de Rantechaux                               | Les Premiers Sapins          |         | 47° 06′ 43″ nord, 6° 22′ 29″ est |                | |             | Église des Rois-Mages de Rantechaux                               |
| Église Notre-Dame-des-Anges de Vanclans                           | Les Premiers Sapins          |         | 47° 05′ 58″ nord, 6° 21′ 36″ est |                | |             | Église Notre-Dame-des-Anges de Vanclans                           |
| Église Saint-Claude de Hautepierre-le-Châtelet                    | Les Premiers Sapins          |         | 47° 02′ 52″ nord, 6° 17′ 15″ est |                | |             | Église Saint-Claude de Hautepierre-le-Châtelet                    |
| Église Saint-Léger de Chaux-lès-Châtillon                         | Les Terres-de-Chaux          |         | 47° 19′ 09″ nord, 6° 44′ 19″ est | « PA00101729 » | Inscrit MH                                                                                         | 1936        | Église Saint-Léger de Chaux-lès-Châtillon                         |
| Église Saint-Joseph de Villedieu-lès-Mouthe                       | Les Villedieu                |         | 46° 43′ 42″ nord, 6° 14′ 47″ est | « IA00014237 » | |             | Église Saint-Joseph de Villedieu-lès-Mouthe                       |
| Église Saint-Jean-Baptiste des Écorces                            | Les Écorces                  |         | 47° 13′ 11″ nord, 6° 47′ 58″ est |                | |             | Église Saint-Jean-Baptiste des Écorces                            |
| Église Saint-Jean-Baptiste de Levier                              | Levier                       |         | 46° 57′ 13″ nord, 6° 07′ 15″ est | « IA00014077 » | |             | Église Saint-Jean-Baptiste de Levier                              |
| Église Saint-Léonard de Labergement-du-Navois                     | Levier                       |         | 46° 58′ 40″ nord, 6° 04′ 43″ est |                | |             | Église Saint-Léonard de Labergement-du-Navois                     |
| Église Saint-Étienne de Liesle                                    | Liesle                       |         | 47° 03′ 41″ nord, 5° 48′ 57″ est |                | |             | Église Saint-Étienne de Liesle                                    |
| Église Saint-Antoine de Lizine                                    | Lizine                       |         | 47° 03′ 22″ nord, 5° 59′ 35″ est | « PA00101661 » | Inscrit MH                                                                                         | 1978        | Église Saint-Antoine de Lizine                                    |
| Église Saint-Théodule de Lods                                     | Lods                         |         | 47° 02′ 42″ nord, 6° 14′ 55″ est | « IA00014556 » | |             | Église Saint-Théodule de Lods                                     |
| Église de l'Assomption de Lombard                                 | Lombard                      |         | 47° 04′ 36″ nord, 5° 51′ 09″ est |                | |             | Église de l'Assomption de Lombard                                 |
| Église Saint-Martin de Lomont-sur-Crête                           | Lomont-sur-Crête             |         | 47° 20′ 19″ nord, 6° 25′ 59″ est |                | |             | Église Saint-Martin de Lomont-sur-Crête                           |
| Église Saint-Joachim-et-Sainte-Anne de Longechaux                 | Longechaux                   |         | 47° 09′ 53″ nord, 6° 25′ 43″ est |                | |             | Église Saint-Joachim-et-Sainte-Anne de Longechaux                 |
| Église de l'Immaculée-Conception de Longemaison                   | Longemaison                  |         | 47° 04′ 52″ nord, 6° 27′ 33″ est |                | |             | Église de l'Immaculée-Conception de Longemaison                   |
| Église Saint-Nicolas de Longeville                                | Longeville                   |         | 47° 01′ 45″ nord, 6° 13′ 30″ est | « IA00014582 » | |             | Église Saint-Nicolas de Longeville                                |
| Église Saint-Sylvestre de Longevilles-Mont-d'Or                   | Longevilles-Mont-d'Or        |         | 46° 45′ 18″ nord, 6° 19′ 06″ est | « IA00014183 » | |             | Église Saint-Sylvestre de Longevilles-Mont-d'Or                   |
| Église Saint-Michel de Loray                                      | Loray                        |         | 47° 09′ 12″ nord, 6° 29′ 49″ est |                | |             | Église Saint-Michel de Loray                                      |
| Église de l'Assomption de Lièvremont                              | Maisons-du-Bois-Lièvremont   |         | 46° 58′ 31″ nord, 6° 25′ 35″ est | « IA00013830 » | |             | Église de l'Assomption de Lièvremont                              |
| Église Saint-Étienne de Malans                                    | Malans                       |         | 47° 02′ 57″ nord, 6° 01′ 58″ est |                | |             | Église Saint-Étienne de Malans                                    |
| Église Saint-Marcellin de Malbrans                                | Malbrans                     |         | 47° 07′ 14″ nord, 6° 04′ 51″ est | « IA00014585 » | |             | Église Saint-Marcellin de Malbrans                                |
| Église Saint-Claude de Malbuisson                                 | Malbuisson                   |         | 46° 48′ 05″ nord, 6° 18′ 28″ est | « IA00014325 » | |             | Église Saint-Claude de Malbuisson                                 |
| Église de la Présentation-de-Notre-Dame de Malpas                 | Malpas                       |         | 46° 49′ 52″ nord, 6° 17′ 16″ est | « IA00014232 » | |             | Église de la Présentation-de-Notre-Dame de Malpas                 |
| Église Saint-Pierre de Mamirolle                                  | Mamirolle                    |         | 47° 11′ 46″ nord, 6° 09′ 38″ est |                | |             | Église Saint-Pierre de Mamirolle                                  |
| Église Saint-Martin de Mancenans                                  | Mancenans                    |         | 47° 27′ 14″ nord, 6° 32′ 33″ est |                | |             | Église Saint-Martin de Mancenans                                  |
| Église Sainte-Thérèse de Beaulieu                                 | Mandeure                     |         | 47° 26′ 43″ nord, 6° 49′ 58″ est |                | |             | Église Sainte-Thérèse de Beaulieu                                 |
| Église Saint-Martin de Mandeure                                   | Mandeure                     |         | 47° 27′ 10″ nord, 6° 48′ 28″ est |                | |             | Église Saint-Martin de Mandeure                                   |
| Église Saint-Martin de Marchaux                                   | Marchaux-Chaudefontaine      |         | 47° 19′ 25″ nord, 6° 08′ 01″ est |                | |             | Église Saint-Martin de Marchaux                                   |
| Église de la Nativité-de-Notre-Dame de Marvelise                  | Marvelise                    |         | 47° 31′ 25″ nord, 6° 35′ 34″ est |                | |             | Église de la Nativité-de-Notre-Dame de Marvelise                  |
| Église Saint-Pierre-et-Saint-Paul de Mathay                       | Mathay                       |         | 47° 26′ 13″ nord, 6° 47′ 13″ est |                | |             | Église Saint-Pierre-et-Saint-Paul de Mathay                       |
| Église Saint-Étienne de Mazerolles-le-Salin                       | Mazerolles-le-Salin          |         | 47° 14′ 24″ nord, 5° 52′ 08″ est |                | |             | Église Saint-Étienne de Mazerolles-le-Salin                       |
| Église Saint-Pierre de Maîche                                     | Maîche                       |         | 47° 15′ 06″ nord, 6° 47′ 57″ est | « PA00101665 » | Classé MH                                                                                          | 1990        | Église Saint-Pierre de Maîche                                     |
| Église Saint-Martin de Mercey-le-Grand                            | Mercey-le-Grand              |         | 47° 13′ 03″ nord, 5° 44′ 19″ est | « PA00101670 » | Inscrit MH                                                                                         | 1926        | Église Saint-Martin de Mercey-le-Grand                            |
| Église Sainte-Madeleine de Mesmay                                 | Mesmay                       |         | 47° 03′ 42″ nord, 5° 51′ 03″ est |                | |             | Église Sainte-Madeleine de Mesmay                                 |
| Église Saint-Ferréol-et-Saint-Ferjeux de Miserey-Salines          | Miserey-Salines              |         | 47° 17′ 10″ nord, 5° 58′ 18″ est |                | |             | Église Saint-Ferréol-et-Saint-Ferjeux de Miserey-Salines          |
| Église de la Nativité-de-la-Sainte-Vierge de Moncey               | Moncey                       |         | 47° 21′ 48″ nord, 6° 07′ 12″ est |                | |             | Église de la Nativité-de-la-Sainte-Vierge de Moncey               |
| Église Sainte-Madeleine de Moncley                                | Moncley                      |         | 47° 18′ 37″ nord, 5° 53′ 28″ est |                | |             | Église Sainte-Madeleine de Moncley                                |
| Église Saints-Pierre-et-Paul de Mondon                            | Mondon                       |         | 47° 26′ 25″ nord, 6° 18′ 50″ est |                | |             | Église Saints-Pierre-et-Paul de Mondon                            |
| Église Saint-Grat de Mont-de-Laval                                | Mont-de-Laval                |         | 47° 10′ 13″ nord, 6° 37′ 44″ est |                | |             | Église Saint-Grat de Mont-de-Laval                                |
| Église Saint-André de Mont-de-Vougney                             | Mont-de-Vougney              |         | 47° 14′ 45″ nord, 6° 43′ 55″ est |                | |             | Église Saint-André de Mont-de-Vougney                             |
| Église de la Nativité-de-Notre-Dame de Servigney                  | Montagney-Servigney          |         | 47° 27′ 28″ nord, 6° 17′ 53″ est |                | |             | Église de la Nativité-de-Notre-Dame de Servigney                  |
| Église Saint-Ursin de Montandon                                   | Montandon                    |         | 47° 18′ 12″ nord, 6° 50′ 26″ est |                | |             | Église Saint-Ursin de Montandon                                   |
| Abbaye de Montbenoît                                              | Montbenoît                   |         | 46° 59′ 33″ nord, 6° 27′ 46″ est | « PA00101685 » | Classé MH L'église abbatiale (à l'exception du clocher) ; Inscrit MH le clocher-porche en totalité | 1922 ; 2013 | Abbaye de Montbenoît                                              |
| Église Saint-Maimbœuf de Montbéliard                              | Montbéliard                  |         | 47° 30′ 35″ nord, 6° 47′ 31″ est | « PA00101784 » | Classé MH                                                                                          | 1994        | Église Saint-Maimbœuf de Montbéliard                              |
| Église Saint-Georges de Montenois                                 | Montenois                    |         | 47° 29′ 41″ nord, 6° 39′ 53″ est |                | |             | Église Saint-Georges de Montenois                                 |
| Église de la Nativité-de-Notre-Dame de Montfaucon                 | Montfaucon                   |         | 47° 14′ 06″ nord, 6° 04′ 47″ est | « PA25000063 » | Inscrit MH                                                                                         | 2009        | Église de la Nativité-de-Notre-Dame de Montfaucon                 |
| Église Saint-Gengoul de Montgesoye                                | Montgesoye                   |         | 47° 04′ 50″ nord, 6° 11′ 30″ est | « IA00014605 » | |             | Église Saint-Gengoul de Montgesoye                                |
| Couvent des Minimes de la Seigne                                  | Montlebon                    |         | 47° 02′ 42″ nord, 6° 36′ 27″ est | « PA00101689 » | Inscrit MH                                                                                         | 1973        | Couvent des Minimes de la Seigne                                  |
| Église Notre-Dame-du-Rosaire des Fontenottes                      | Montlebon                    |         | 47° 01′ 59″ nord, 6° 38′ 53″ est |                | |             | Église Notre-Dame-du-Rosaire des Fontenottes                      |
| Église Saint-Michel de Montlebon                                  | Montlebon                    |         | 47° 02′ 42″ nord, 6° 36′ 26″ est |                | |             | Église Saint-Michel de Montlebon                                  |
| Église Saint-Point de Montmahoux                                  | Montmahoux                   |         | 46° 59′ 00″ nord, 6° 01′ 59″ est |                | |             | Église Saint-Point de Montmahoux                                  |
| Église Sainte-Madeleine de Montperreux                            | Montperreux                  |         | 46° 49′ 32″ nord, 6° 20′ 26″ est | « IA00014327 » | |             | Église Sainte-Madeleine de Montperreux                            |
| Église Saint-Georges de Montrond-le-Château                       | Montrond-le-Château          |         | 47° 08′ 33″ nord, 6° 02′ 51″ est |                | |             | Église Saint-Georges de Montrond-le-Château                       |
| Église de la Nativité-de-Saint-Jean-Baptiste de Montussaint       | Montussaint                  |         | 47° 26′ 03″ nord, 6° 17′ 35″ est |                | |             | Église de la Nativité-de-Saint-Jean-Baptiste de Montussaint       |
| Église Saint-Pierre de Montécheroux                               | Montécheroux                 |         | 47° 20′ 59″ nord, 6° 48′ 32″ est |                | |             | Église Saint-Pierre de Montécheroux                               |
| Église Saint-Fort de Morre                                        | Morre                        |         | 47° 13′ 28″ nord, 6° 04′ 00″ est |                | |             | Église Saint-Fort de Morre                                        |
| Église de l'Assomption de Mouthe                                  | Mouthe                       |         | 46° 42′ 38″ nord, 6° 11′ 40″ est | « PA25000064 » | Inscrit MH                                                                                         | 2009        | Église de l'Assomption de Mouthe                                  |
| Église Saint-Laurent de Mouthier-Haute-Pierre                     | Mouthier-Haute-Pierre        |         | 47° 02′ 25″ nord, 6° 16′ 32″ est | « PA00101694 » | Inscrit MH                                                                                         | 1926        | Église Saint-Laurent de Mouthier-Haute-Pierre                     |
| Église de l'Assomption de Myon                                    | Myon                         |         | 47° 01′ 34″ nord, 5° 56′ 33″ est | « PA00101780 » | Inscrit MH                                                                                         | 1991        | Église de l'Assomption de Myon                                    |
| Église Saint-Étienne de Médière                                   | Médière                      |         | 47° 27′ 23″ nord, 6° 36′ 07″ est |                | |             | Église Saint-Étienne de Médière                                   |
| Église de la Présentation-de-Notre-Dame de Métabief               | Métabief                     |         | 46° 46′ 24″ nord, 6° 21′ 05″ est | « IA00014185 » | |             | Église de la Présentation-de-Notre-Dame de Métabief               |
| Église Saint-Antide de Naisey-les-Granges                         | Naisey-les-Granges           |         | 47° 12′ 43″ nord, 6° 14′ 10″ est |                | |             | Église Saint-Antide de Naisey-les-Granges                         |
| Église Saint-Valère de Nancray                                    | Nancray                      |         | 47° 14′ 46″ nord, 6° 11′ 01″ est |                | |             | Église Saint-Valère de Nancray                                    |
| Église Saint-Urbain de Nans-sous-Sainte-Anne                      | Nans-sous-Sainte-Anne        |         | 46° 58′ 39″ nord, 6° 00′ 00″ est |                | |             | Église Saint-Urbain de Nans-sous-Sainte-Anne                      |
| Église Saint-Martin de Noironte                                   | Noironte                     |         | 47° 16′ 21″ nord, 5° 52′ 37″ est |                | |             | Église Saint-Martin de Noironte                                   |
| Église Saint-Jean-Baptiste de Nommay                              | Nommay                       |         | 47° 32′ 16″ nord, 6° 50′ 32″ est |                | |             | Église Saint-Jean-Baptiste de Nommay                              |
| Église du Sacré-Cœur de Novillars                                 | Novillars                    |         | 47° 17′ 06″ nord, 6° 07′ 51″ est |                | |             | Église du Sacré-Cœur de Novillars                                 |
| Église Saint-Claude de Noël-Cerneux                               | Noël-Cerneux                 |         | 47° 06′ 04″ nord, 6° 39′ 51″ est |                | |             | Église Saint-Claude de Noël-Cerneux                               |
| Église Saint-Martin d'Onans                                       | Onans                        |         | 47° 30′ 05″ nord, 6° 36′ 33″ est |                | |             | Église Saint-Martin d'Onans                                       |
| Église Saints-Pierre-et-Paul d'Orchamps-Vennes                    | Orchamps-Vennes              |         | 47° 07′ 50″ nord, 6° 31′ 29″ est |                | |             | Église Saints-Pierre-et-Paul d'Orchamps-Vennes                    |
| Église Saint-Laurent d'Ornans                                     | Ornans                       |         | 47° 06′ 19″ nord, 6° 08′ 42″ est | « PA00101700 » | Classé MH                                                                                          | 1931        | Église Saint-Laurent d'Ornans                                     |
| Église Saint-Marcellin-et-Saint-Pierre de Bonnevaux-le-Prieuré    | Ornans                       |         | 47° 08′ 02″ nord, 6° 10′ 07″ est | « IA00014459 » | |             | Église Saint-Marcellin-et-Saint-Pierre de Bonnevaux-le-Prieuré    |
| Église Saint-Gengulph d'Orsans                                    | Orsans                       |         | 47° 14′ 52″ nord, 6° 23′ 17″ est |                | |             | Église Saint-Gengulph d'Orsans                                    |
| Église Saint-Jean-Baptiste d'Osse                                 | Osse                         |         | 47° 16′ 03″ nord, 6° 12′ 53″ est |                | |             | Église Saint-Jean-Baptiste d'Osse                                 |
| Église Saint-Martin de Routelle                                   | Osselle-Routelle             |         | 47° 10′ 00″ nord, 5° 51′ 02″ est |                | |             | Église Saint-Martin de Routelle                                   |
| Église Saint-Martin d'Osselle                                     | Osselle-Routelle             |         | 47° 08′ 34″ nord, 5° 51′ 19″ est |                | |             | Église Saint-Martin d'Osselle                                     |
| Église Saint-Maurice d'Ouhans                                     | Ouhans                       |         | 46° 59′ 56″ nord, 6° 17′ 40″ est | « IA00013837 » | |             | Église Saint-Maurice d'Ouhans                                     |
| Église de la Nativité-de-Notre-Dame d'Ouvans                      | Ouvans                       |         | 47° 16′ 37″ nord, 6° 28′ 59″ est |                | |             | Église de la Nativité-de-Notre-Dame d'Ouvans                      |
| Église Saint-Nicolas d'Oye-et-Pallet                              | Oye-et-Pallet                |         | 46° 51′ 16″ nord, 6° 19′ 55″ est | « IA00014330 » | |             | Église Saint-Nicolas d'Oye-et-Pallet                              |
| Église Saint-Martin de Palise                                     | Palise                       |         | 47° 22′ 09″ nord, 6° 05′ 43″ est |                | |             | Église Saint-Martin de Palise                                     |
| Église Saint-Étienne de Paroy                                     | Paroy                        |         | 47° 02′ 37″ nord, 5° 52′ 53″ est |                | |             | Église Saint-Étienne de Paroy                                     |
| Église Saint-Antide de Passavant                                  | Passavant                    |         | 47° 16′ 26″ nord, 6° 23′ 12″ est |                | |             | Église Saint-Antide de Passavant                                  |
| Église Saint-Martin de Passonfontaine                             | Passonfontaine               |         | 47° 06′ 25″ nord, 6° 25′ 03″ est |                | |             | Église Saint-Martin de Passonfontaine                             |
| Église Saint-Pierre de Chaux-lès-Clerval                          | Pays-de-Clerval              |         | 47° 22′ 59″ nord, 6° 30′ 31″ est |                | |             | Église Saint-Pierre de Chaux-lès-Clerval                          |
| Église Saint-André de Clerval                                     | Pays-de-Clerval              |         | 47° 23′ 34″ nord, 6° 29′ 52″ est |                | |             | Église Saint-André de Clerval                                     |
| Église Saint-Martin de Pelousey                                   | Pelousey                     |         | 47° 16′ 31″ nord, 5° 55′ 12″ est |                | |             | Église Saint-Martin de Pelousey                                   |
| Église Notre-Dame-de-l'Assomption de Pierrefontaine-les-Varans    | Pierrefontaine-les-Varans    |         | 47° 12′ 54″ nord, 6° 32′ 24″ est | « PA00101781 » | Inscrit MH                                                                                         | 1991        | Église Notre-Dame-de-l'Assomption de Pierrefontaine-les-Varans    |
| Église Saint-Martin de Pirey                                      | Pirey                        |         | 47° 15′ 42″ nord, 5° 57′ 51″ est |                | |             | Église Saint-Martin de Pirey                                      |
| Église Saint-Sébastien de Plaimbois-Vennes                        | Plaimbois-Vennes             |         | 47° 11′ 02″ nord, 6° 32′ 31″ est |                | |             | Église Saint-Sébastien de Plaimbois-Vennes                        |
| Église de la Visitation-de-Notre-Dame de Plaimbois-du-Miroir      | Plaimbois-du-Miroir          |         | 47° 11′ 30″ nord, 6° 38′ 45″ est |                | |             | Église de la Visitation-de-Notre-Dame de Plaimbois-du-Miroir      |
| Église Saint-Léger de Pompierre-sur-Doubs                         | Pompierre-sur-Doubs          |         | 47° 25′ 04″ nord, 6° 31′ 25″ est |                | |             | Église Saint-Léger de Pompierre-sur-Doubs                         |
| Église de la Nativité-de-Notre-Dame de Pont-de-Roide-Vermondans   | Pont-de-Roide-Vermondans     |         | 47° 23′ 01″ nord, 6° 46′ 12″ est |                | |             | Église de la Nativité-de-Notre-Dame de Pont-de-Roide-Vermondans   |
| Église Saint-Claude de Pont-les-Moulins                           | Pont-les-Moulins             |         | 47° 19′ 24″ nord, 6° 21′ 46″ est |                | |             | Église Saint-Claude de Pont-les-Moulins                           |
| Église Saint-Bénigne de Pontarlier                                | Pontarlier                   |         | 46° 54′ 07″ nord, 6° 21′ 23″ est | « PA00101709 » | Inscrit MH                                                                                         | 1970        | Église Saint-Bénigne de Pontarlier                                |
| Église Saint-Pierre de Pontarlier                                 | Pontarlier                   |         | 46° 54′ 33″ nord, 6° 20′ 59″ est |                | |             | Église Saint-Pierre de Pontarlier                                 |
| Église de l'Assomption-de-la-Vierge-Marie de Pouilley-Français    | Pouilley-Français            |         | 47° 12′ 25″ nord, 5° 50′ 44″ est |                | |             | Église de l'Assomption-de-la-Vierge-Marie de Pouilley-Français    |
| Église Saint-Aubin de Pouilley-les-Vignes                         | Pouilley-les-Vignes          |         | 47° 15′ 27″ nord, 5° 56′ 06″ est |                | |             | Église Saint-Aubin de Pouilley-les-Vignes                         |
| Église Saint-Étienne de Pouligney-Lusans                          | Pouligney-Lusans             |         | 47° 19′ 38″ nord, 6° 12′ 19″ est |                | |             | Église Saint-Étienne de Pouligney-Lusans                          |
| Église Saint-Pierre de Provenchère                                | Provenchère                  |         | 47° 17′ 23″ nord, 6° 38′ 39″ est |                | |             | Église Saint-Pierre de Provenchère                                |
| Église Saint-André de Pugey                                       | Pugey                        |         | 47° 11′ 05″ nord, 5° 59′ 19″ est |                | |             | Église Saint-André de Pugey                                       |
| Église Saint-Gratien de Péseux                                    | Péseux                       |         | 47° 18′ 58″ nord, 6° 40′ 52″ est |                | |             | Église Saint-Gratien de Péseux                                    |
| Église Saint-Martin de Quingey                                    | Quingey                      |         | 47° 06′ 12″ nord, 5° 52′ 58″ est |                | |             | Église Saint-Martin de Quingey                                    |
| Église Notre-Dame de l'Assomption des Champs de Rancenay          | Rancenay                     |         | 47° 11′ 08″ nord, 5° 57′ 13″ est | « PA25000055 » | Inscrit MH                                                                                         | 2006        | Église Notre-Dame de l'Assomption des Champs de Rancenay          |
| Église de la Nativité-de-Notre-Dame de Randevillers               | Randevillers                 |         | 47° 18′ 37″ nord, 6° 31′ 23″ est |                | |             | Église de la Nativité-de-Notre-Dame de Randevillers               |
| Église Saint-Léger de Rang                                        | Rang                         |         | 47° 25′ 32″ nord, 6° 33′ 40″ est |                | |             | Église Saint-Léger de Rang                                        |
| Église Saint-Barthélémy de Recologne                              | Recologne                    |         | 47° 16′ 23″ nord, 5° 49′ 41″ est | « PA00101716 » | Inscrit MH                                                                                         | 1987        | Église Saint-Barthélémy de Recologne                              |
| Église de la Nativité-de-Notre-Dame de Boujeons                   | Remoray-Boujeons             |         | 46° 44′ 55″ nord, 6° 12′ 17″ est | « IA00014209 » | |             | Église de la Nativité-de-Notre-Dame de Boujeons                   |
| Église Sainte-Anne de Remoray                                     | Remoray-Boujeons             |         | 46° 46′ 07″ nord, 6° 14′ 23″ est | « IA00014208 » | |             | Église Sainte-Anne de Remoray                                     |
| Église de la Vierge-Marie de Rennes-sur-Loue                      | Rennes-sur-Loue              |         | 47° 00′ 41″ nord, 5° 51′ 11″ est |                | |             | Église de la Vierge-Marie de Rennes-sur-Loue                      |
| Église Saint-Martin de Reugney                                    | Reugney                      |         | 47° 00′ 43″ nord, 6° 09′ 09″ est |                | |             | Église Saint-Martin de Reugney                                    |
| Église Saint-Paul de Rigney                                       | Rigney                       |         | 47° 23′ 16″ nord, 6° 10′ 28″ est |                | |             | Église Saint-Paul de Rigney                                       |
| Église Saint-Joseph de Roche-lez-Beaupré                          | Roche-lez-Beaupré            |         | 47° 16′ 28″ nord, 6° 06′ 57″ est |                | |             | Église Saint-Joseph de Roche-lez-Beaupré                          |
| Église Saint-Pierre de Roche-lès-Clerval                          | Roche-lès-Clerval            |         | 47° 22′ 05″ nord, 6° 28′ 56″ est |                | |             | Église Saint-Pierre de Roche-lès-Clerval                          |
| Église Saint-Jean-Baptiste de Rochejean                           | Rochejean                    |         | 46° 44′ 47″ nord, 6° 17′ 47″ est | « IA00014212 » | |             | Église Saint-Jean-Baptiste de Rochejean                           |
| Église Saint-Nicolas de Rognon                                    | Rognon                       |         | 46° 25′ 28″ nord, 6° 18′ 44″ est |                | |             | Église Saint-Nicolas de Rognon                                    |
| Église Saint-Jean-l'Évangéliste de Romain                         | Romain                       |         | 47° 26′ 32″ nord, 6° 22′ 29″ est |                | |             | Église Saint-Jean-l'Évangéliste de Romain                         |
| Église Saint-Claude de Roset-Fluans                               | Roset-Fluans                 |         | 47° 09′ 48″ nord, 5° 49′ 38″ est |                | |             | Église Saint-Claude de Roset-Fluans                               |
| Église Saint-Sébastien de Rosières-sur-Barbèche                   | Rosières-sur-Barbèche        |         | 47° 18′ 54″ nord, 6° 39′ 30″ est |                | |             | Église Saint-Sébastien de Rosières-sur-Barbèche                   |
| Église Sainte-Foi de Rosureux                                     | Rosureux                     |         | 47° 13′ 05″ nord, 6° 41′ 10″ est |                | |             | Église Sainte-Foi de Rosureux                                     |
| Église de la Nativité-de-Notre-Dame de Rougemont                  | Rougemont                    |         | 47° 28′ 42″ nord, 6° 21′ 17″ est | « IA25000875 » | |             | Église de la Nativité-de-Notre-Dame de Rougemont                  |
| Église Saint-Michel de Roulans                                    | Roulans                      |         | 47° 18′ 57″ nord, 6° 13′ 54″ est |                | |             | Église Saint-Michel de Roulans                                    |
| Église Saint-Antide de Ruffey-le-Château                          | Ruffey-le-Château            |         | 47° 17′ 18″ nord, 5° 47′ 48″ est |                | |             | Église Saint-Antide de Ruffey-le-Château                          |
| Église de la Nativité-de-Saint-Jean-Baptiste de Rurey             | Rurey                        |         | 47° 05′ 41″ nord, 6° 00′ 40″ est |                | |             | Église de la Nativité-de-Saint-Jean-Baptiste de Rurey             |
| Église Saint-Antoine de Saint-Antoine (Doubs)                     | Saint-Antoine                |         | 46° 46′ 36″ nord, 6° 20′ 18″ est | « IA00014218 » | |             | Église Saint-Antoine de Saint-Antoine (Doubs)                     |
| Église Saint-Georges de Saint-Georges-Armont                      | Saint-Georges-Armont         |         | 47° 23′ 53″ nord, 6° 33′ 23″ est |                | |             | Église Saint-Georges de Saint-Georges-Armont                      |
| Église Saint-Gorgon de Saint-Gorgon-Main                          | Saint-Gorgon-Main            |         | 47° 01′ 30″ nord, 6° 19′ 20″ est | « IA00013838 » | |             | Église Saint-Gorgon de Saint-Gorgon-Main                          |
| Église Saint-Hilaire de Saint-Hilaire (Doubs)                     | Saint-Hilaire                |         | 47° 20′ 08″ nord, 6° 14′ 34″ est |                | |             | Église Saint-Hilaire de Saint-Hilaire (Doubs)                     |
| Collégiale Notre-Dame de Saint-Hippolyte                          | Saint-Hippolyte              |         | 47° 19′ 09″ nord, 6° 48′ 47″ est | « PA00101721 » | Inscrit MH                                                                                         | 1979        | Collégiale Notre-Dame de Saint-Hippolyte                          |
| Église Saint-Jean-Baptiste de Saint-Juan                          | Saint-Juan                   |         | 47° 17′ 22″ nord, 6° 21′ 21″ est |                | |             | Église Saint-Jean-Baptiste de Saint-Juan                          |
| Église Saint-Julien de Saint-Julien-lès-Russey                    | Saint-Julien-lès-Russey      |         | 47° 13′ 02″ nord, 6° 43′ 26″ est |                | |             | Église Saint-Julien de Saint-Julien-lès-Russey                    |
| Église Saint-Point de Saint-Point-Lac                             | Saint-Point-Lac              |         | 46° 48′ 49″ nord, 6° 18′ 07″ est | « PA25000038 » | Inscrit MH                                                                                         | 2004        | Église Saint-Point de Saint-Point-Lac                             |
| Église Saint-Vit de Saint-Vit                                     | Saint-Vit                    |         | 47° 10′ 52″ nord, 5° 48′ 38″ est |                | |             | Église Saint-Vit de Saint-Vit                                     |
| Église Saint-Thiébaud de Sainte-Anne                              | Sainte-Anne                  |         | 46° 57′ 04″ nord, 5° 59′ 24″ est | « PA25000054 » | Inscrit MH                                                                                         | 2006        | Église Saint-Thiébaud de Sainte-Anne                              |
| Église Sainte-Colombe de Sainte-Colombe (Doubs)                   | Sainte-Colombe               |         | 46° 52′ 44″ nord, 6° 16′ 02″ est |                | |             | Église Sainte-Colombe de Sainte-Colombe (Doubs)                   |
| Église Sainte-Suzanne de Sainte-Suzanne (Doubs)                   | Sainte-Suzanne               |         | 47° 30′ 23″ nord, 6° 46′ 21″ est |                | |             | Image manquante Téléverser                                        |
| Église Saint-Martin de Sancey-l'Église                            | Sancey                       |         | 47° 18′ 10″ nord, 6° 35′ 32″ est | « PA00101726 » | Inscrit MH                                                                                         | 1926        | Église Saint-Martin de Sancey-l'Église                            |
| Basilique de Sainte Jeanne-Antide Thouret de Sancey               | Sancey                       |         | 47° 18′ 13″ nord, 6° 36′ 15″ est |                | |             | Basilique de Sainte Jeanne-Antide Thouret de Sancey               |
| Église de l'Immaculée-Conception de Sarrageois                    | Sarrageois                   |         | 46° 43′ 30″ nord, 6° 12′ 57″ est | « IA00014221 » | |             | Église de l'Immaculée-Conception de Sarrageois                    |
| Église Saint-Nicolas de Saules                                    | Saules                       |         | 47° 07′ 28″ nord, 6° 11′ 52″ est | « IA00014698 » | |             | Église Saint-Nicolas de Saules                                    |
| Église de la Nativité-de-la-Sainte-Vierge de Sauvagney            | Sauvagney                    |         | 47° 19′ 30″ nord, 5° 54′ 17″ est |                | |             | Église de la Nativité-de-la-Sainte-Vierge de Sauvagney            |
| Église Saint-Victor de Saône                                      | Saône                        |         | 47° 13′ 31″ nord, 6° 07′ 04″ est |                | |             | Église Saint-Victor de Saône                                      |
| Église Saint-Pierre-et-Saint-Paul de Scey-Maisières               | Scey-Maisières               |         | 47° 05′ 56″ nord, 6° 04′ 32″ est | « IA00014715 » | |             | Église Saint-Pierre-et-Saint-Paul de Scey-Maisières               |
| Église Saint-Laurent de Seloncourt                                | Seloncourt                   |         | 47° 27′ 47″ nord, 6° 51′ 30″ est |                | |             | Église Saint-Laurent de Seloncourt                                |
| Église Saint-Nicolas de Septfontaines                             | Septfontaines                |         | 46° 58′ 56″ nord, 6° 11′ 04″ est | « PA00101728 » | Inscrit MH                                                                                         | 1926        | Église Saint-Nicolas de Septfontaines                             |
| Église de la Nativité-de-Notre-Dame de Serre-les-Sapins           | Serre-les-Sapins             |         | 47° 14′ 33″ nord, 5° 55′ 37″ est |                | |             | Église de la Nativité-de-Notre-Dame de Serre-les-Sapins           |
| Église Saint-Pierre de Servin                                     | Servin                       |         | 47° 18′ 31″ nord, 6° 27′ 45″ est |                | |             | Église Saint-Pierre de Servin                                     |
| Église Saint-Roch de Silley-Amancey                               | Silley-Amancey               |         | 47° 01′ 52″ nord, 6° 08′ 21″ est |                | |             | Église Saint-Roch de Silley-Amancey                               |
| Église Sainte-Croix de Sochaux                                    | Sochaux                      |         | 47° 30′ 57″ nord, 6° 49′ 32″ est |                | |             | Image manquante Téléverser                                        |
| Église Saint-Michel de Solemont                                   | Solemont                     |         | 47° 20′ 46″ nord, 6° 42′ 17″ est |                | |             | Église Saint-Michel de Solemont                                   |
| Église Saint-Gervais-Saint-Protais de Sombacour                   | Sombacour                    |         | 46° 57′ 00″ nord, 6° 15′ 29″ est |                | |             | Église Saint-Gervais-Saint-Protais de Sombacour                   |
| Église Saint-Laurent de Soulce-Cernay                             | Soulce-Cernay                |         | 47° 19′ 29″ nord, 6° 51′ 29″ est |                | |             | Église Saint-Laurent de Soulce-Cernay                             |
| Église Saint-Dizier de Soye                                       | Soye                         |         | 47° 26′ 37″ nord, 6° 29′ 52″ est |                | |             | Église Saint-Dizier de Soye                                       |
| Église Sainte-Anne de Surmont                                     | Surmont                      |         | 47° 16′ 47″ nord, 6° 36′ 47″ est |                | |             | Église Sainte-Anne de Surmont                                     |
| Église Saint-Gengoul de Tallenay                                  | Tallenay                     |         | 47° 18′ 17″ nord, 6° 01′ 33″ est |                | |             | Église Saint-Gengoul de Tallenay                                  |
| Église Saints-Philippe-et-Jacques de Foucherans                   | Tarcenay-Foucherans          |         | 47° 09′ 33″ nord, 6° 08′ 10″ est | « IA00014512 » | |             | Église Saints-Philippe-et-Jacques de Foucherans                   |
| Église Saint-Martin de Tarcenay                                   | Tarcenay-Foucherans          |         | 47° 09′ 21″ nord, 6° 06′ 56″ est | « IA00014736 » | |             | Église Saint-Martin de Tarcenay                                   |
| Église Saint-Hilaire de Thise                                     | Thise                        |         | 47° 17′ 03″ nord, 6° 04′ 50″ est |                | |             | Église Saint-Hilaire de Thise                                     |
| Église Saints-Pierre-et-Paul de Thoraise                          | Thoraise                     |         | 47° 10′ 22″ nord, 5° 54′ 11″ est |                | |             | Église Saints-Pierre-et-Paul de Thoraise                          |
| Église Saint-Michel de Torpes                                     | Torpes                       |         | 47° 10′ 12″ nord, 5° 53′ 33″ est |                | |             | Église Saint-Michel de Torpes                                     |
| Église Saint-Maurice de Tournans                                  | Tournans                     |         | 47° 24′ 53″ nord, 6° 19′ 37″ est |                | |             | Église Saint-Maurice de Tournans                                  |
| Église Saints-Ferréol-et-Ferjeux de Trépot                        | Trépot                       |         | 47° 10′ 00″ nord, 6° 08′ 47″ est | « IA00014743 » | |             | Église Saints-Ferréol-et-Ferjeux de Trépot                        |
| Église de l'Assomption de Trévillers                              | Trévillers                   |         | 47° 16′ 55″ nord, 6° 52′ 01″ est |                | |             | Église de l'Assomption de Trévillers                              |
| Église Saint-Bénigne d'Uzelle                                     | Uzelle                       |         | 47° 27′ 59″ nord, 6° 26′ 12″ est |                | |             | Église Saint-Bénigne d'Uzelle                                     |
| Église Saint-Pierre-et-Saint-Paul de Vaire-le-Grand               | Vaire                        |         | 47° 17′ 03″ nord, 6° 09′ 12″ est |                | |             | Église Saint-Pierre-et-Saint-Paul de Vaire-le-Grand               |
| Église Saint-Michel de Valdahon                                   | Valdahon                     |         | 47° 08′ 56″ nord, 6° 20′ 41″ est |                | |             | Église Saint-Michel de Valdahon                                   |
| Église Saint-Michel de Valentigney                                | Valentigney                  |         | 47° 27′ 38″ nord, 6° 50′ 04″ est |                | |             | Église Saint-Michel de Valentigney                                |
| Église Saint-Isidore de Valonne                                   | Valonne                      |         | 47° 20′ 41″ nord, 6° 39′ 33″ est |                | |             | Église Saint-Isidore de Valonne                                   |
| Église Saint-François-Xavier de Valoreille                        | Valoreille                   |         | 47° 17′ 58″ nord, 6° 44′ 44″ est |                | |             | Église Saint-François-Xavier de Valoreille                        |
| Église Notre-Dame de Vaucluse                                     | Vaucluse                     |         | 47° 15′ 30″ nord, 6° 41′ 10″ est |                | |             | Église Notre-Dame de Vaucluse                                     |
| Église Saint-Joseph de Vauclusotte                                | Vauclusotte                  |         | 47° 16′ 44″ nord, 6° 44′ 08″ est |                | |             | Église Saint-Joseph de Vauclusotte                                |
| Église Saint-Pierre de Vaudrivillers                              | Vaudrivillers                |         | 47° 16′ 50″ nord, 6° 25′ 34″ est |                | |             | Église Saint-Pierre de Vaudrivillers                              |
| Église Saint-Luc-et-Sainte-Colombe de Vaufrey                     | Vaufrey                      |         | 47° 20′ 57″ nord, 6° 55′ 22″ est |                | |             | Église Saint-Luc-et-Sainte-Colombe de Vaufrey                     |
| Église de la Nativité-de-Notre-Dame de Vaux-et-Chantegrue         | Vaux-et-Chantegrue           |         | 46° 48′ 40″ nord, 6° 15′ 00″ est | « IA00014227 » | |             | Église de la Nativité-de-Notre-Dame de Vaux-et-Chantegrue         |
| Église Saint-Pierre-Saint-Paul de Vellerot-lès-Belvoir            | Vellerot-lès-Belvoir         |         | 47° 21′ 02″ nord, 6° 36′ 01″ est |                | |             | Église Saint-Pierre-Saint-Paul de Vellerot-lès-Belvoir            |
| Église Saint-Pierre-et-Saint-Paul de Vellevans                    | Vellevans                    |         | 47° 18′ 40″ nord, 6° 29′ 55″ est |                | |             | Église Saint-Pierre-et-Saint-Paul de Vellevans                    |
| Église Saint-Martin de Venise                                     | Venise                       |         | 47° 20′ 57″ nord, 6° 06′ 33″ est | « PA00101733 » | Inscrit MH                                                                                         | 1979        | Église Saint-Martin de Venise                                     |
| Église Sainte-Agathe de Vercel                                    | Vercel-Villedieu-le-Camp     |         | 47° 11′ 03″ nord, 6° 24′ 00″ est | « PA00101734 » | Inscrit MH                                                                                         | 1941        | Église Sainte-Agathe de Vercel                                    |
| Église Saint-Jean-Baptiste de La Villedieu                        | Vercel-Villedieu-le-Camp     |         | 47° 11′ 50″ nord, 6° 21′ 27″ est |                | |             | Image manquante Téléverser                                        |
| Église Saint-Martin de Verne                                      | Verne                        |         | 47° 23′ 52″ nord, 6° 21′ 19″ est |                | |             | Église Saint-Martin de Verne                                      |
| Église Saint-André de Vernierfontaine                             | Vernierfontaine              |         | 47° 06′ 28″ nord, 6° 17′ 55″ est |                | |             | Église Saint-André de Vernierfontaine                             |
| Église Sainte-Barbe de Vernois-lès-Belvoir                        | Vernois-lès-Belvoir          |         | 47° 19′ 42″ nord, 6° 38′ 26″ est |                | |             | Église Sainte-Barbe de Vernois-lès-Belvoir                        |
| Église Saint-Sébastien de Verrières-de-Joux                       | Verrières-de-Joux            |         | 46° 53′ 48″ nord, 6° 26′ 55″ est | « IA00014426 » | |             | Église Saint-Sébastien de Verrières-de-Joux                       |
| Église Saint-Léger de Vieilley                                    | Vieilley                     |         | 47° 20′ 11″ nord, 6° 04′ 41″ est |                | |             | Église Saint-Léger de Vieilley                                    |
| Église Saint-Julien de Vieux-Charmont                             | Vieux-Charmont               |         | 47° 31′ 19″ nord, 6° 50′ 14″ est |                | |             | Église Saint-Julien de Vieux-Charmont                             |
| Église Saint-Georges de Villars-Saint-Georges                     | Villars-Saint-Georges        |         | 47° 07′ 33″ nord, 5° 49′ 45″ est |                | |             | Église Saint-Georges de Villars-Saint-Georges                     |
| Église Saint-Mamès de Villars-lès-Blamont                         | Villars-lès-Blamont          |         | 47° 22′ 26″ nord, 6° 52′ 21″ est |                | |             | Église Saint-Mamès de Villars-lès-Blamont                         |
| Église Saint-Vit de Villars-sous-Écot                             | Villars-sous-Écot            |         | 47° 25′ 19″ nord, 6° 41′ 53″ est |                | |             | Église Saint-Vit de Villars-sous-Écot                             |
| Église Saint-Antoine de Villeneuve-d'Amont                        | Villeneuve-d'Amont           |         | 46° 56′ 24″ nord, 6° 01′ 58″ est | « IA00014106 » | |             | Église Saint-Antoine de Villeneuve-d'Amont                        |
| Église Saint-Ferréol-et-Saint-Ferjeux de Villers-Buzon            | Villers-Buzon                |         | 47° 13′ 37″ nord, 5° 51′ 06″ est |                | |             | Église Saint-Ferréol-et-Saint-Ferjeux de Villers-Buzon            |
| Église Saint-Martin de Villers-Saint-Martin                       | Villers-Saint-Martin         |         | 47° 20′ 32″ nord, 6° 24′ 35″ est |                | |             | Église Saint-Martin de Villers-Saint-Martin                       |
| Église Saint-Lazare de Villers-la-Combe                           | Villers-la-Combe             |         | 47° 14′ 05″ nord, 6° 27′ 40″ est |                | |             | Église Saint-Lazare de Villers-la-Combe                           |
| Église de la Nativité-de-Saint-Jean-Baptiste de Villers-le-Lac    | Villers-le-Lac               |         | 47° 03′ 36″ nord, 6° 40′ 07″ est | « IA00013858 » | |             | Église de la Nativité-de-Saint-Jean-Baptiste de Villers-le-Lac    |
| Église Sainte-Marie-aux-Neiges du Pissoux                         | Villers-le-Lac               |         | 47° 06′ 13″ nord, 6° 43′ 52″ est | « IA00013860 » | |             | Image manquante Téléverser                                        |
| Église Saint-François-de-Sales du Chauffaud                       | Villers-le-Lac               |         | 47° 02′ 45″ nord, 6° 42′ 13″ est | « IA00013859 » | |             | Église Saint-François-de-Sales du Chauffaud                       |
| Église Notre-Dame-de-l'Assomption de Villers-sous-Chalamont       | Villers-sous-Chalamont       |         | 46° 54′ 16″ nord, 6° 02′ 28″ est | « IA00014113 » | |             | Église Notre-Dame-de-l'Assomption de Villers-sous-Chalamont       |
| Église de l'Immaculée-Conception de Viéthorey                     | Viéthorey                    |         | 47° 25′ 32″ nord, 6° 25′ 52″ est |                | |             | Église de l'Immaculée-Conception de Viéthorey                     |
| Église de la Nativité-de-Notre-Dame de Voillans                   | Voillans                     |         | 47° 23′ 10″ nord, 6° 24′ 49″ est |                | |             | Église de la Nativité-de-Notre-Dame de Voillans                   |
| Église Saints-Pierre-et-Paul de Vorges-les-Pins                   | Vorges-les-Pins              |         | 47° 09′ 26″ nord, 5° 55′ 40″ est | « PA00101737 » | Inscrit MH                                                                                         | 1926        | Église Saints-Pierre-et-Paul de Vorges-les-Pins                   |
| Église Saint-Michel de Voujeaucourt                               | Voujeaucourt                 |         | 47° 28′ 33″ nord, 6° 46′ 26″ est |                | |             | Église Saint-Michel de Voujeaucourt                               |
| Église de l'Assomption de Vuillafans                              | Vuillafans                   |         | 47° 03′ 55″ nord, 6° 12′ 59″ est | « PA00101738 » | Inscrit MH                                                                                         | 1939        | Église de l'Assomption de Vuillafans                              |
| Église Saint-Claude de Vuillecin                                  | Vuillecin                    |         | 46° 56′ 22″ nord, 6° 19′ 22″ est | « IA00014429 » | |             | Église Saint-Claude de Vuillecin                                  |
| Église Saint-Pierre-et-Saint-Paul de Vyt-lès-Belvoir              | Vyt-lès-Belvoir              |         | 47° 20′ 57″ nord, 6° 37′ 15″ est |                | |             | Église Saint-Pierre-et-Saint-Paul de Vyt-lès-Belvoir              |
| Église Saint-Georges d'École                                      | École-Valentin               |         | 47° 16′ 20″ nord, 5° 58′ 54″ est |                | |             | Église Saint-Georges d'École                                      |
| Église Saint-Léger d'Écot                                         | Écot                         |         | 47° 25′ 34″ nord, 6° 43′ 53″ est |                | |             | Église Saint-Léger d'Écot                                         |
| Église Saint-Claude d'Épenouse                                    | Épenouse                     |         | 47° 12′ 55″ nord, 6° 24′ 05″ est |                | |             | Église Saint-Claude d'Épenouse                                    |
| Église Saint-Renobert d'Épenoy                                    | Épenoy                       |         | 47° 07′ 48″ nord, 6° 22′ 09″ est |                | |             | Église Saint-Renobert d'Épenoy                                    |
| Église Saint-Étienne d'Épeugney                                   | Épeugney                     |         | 47° 06′ 59″ nord, 6° 01′ 27″ est |                | |             | Église Saint-Étienne d'Épeugney                                   |
| Église de la Nativité-de-Notre-Dame de Charbonnières-les-Sapins   | Étalans                      |         | 47° 08′ 48″ nord, 6° 12′ 46″ est | « IA00014480 » | |             | Église de la Nativité-de-Notre-Dame de Charbonnières-les-Sapins   |
| Église Saint-Nicolas d'Étalans                                    | Étalans                      |         | 47° 08′ 54″ nord, 6° 16′ 18″ est |                | |             | Église Saint-Nicolas d'Étalans                                    |
| Église Saint-Jean-Baptiste d'Alaise                               | Éternoz                      |         | 47° 00′ 49″ nord, 5° 58′ 26″ est |                | |             | Église Saint-Jean-Baptiste d'Alaise                               |
| Église Saint-Laurent d'Éternoz                                    | Éternoz                      |         | 47° 00′ 26″ nord, 6° 01′ 48″ est |                | |             | Église Saint-Laurent d'Éternoz                                    |
| Église Saints-Pierre-et-Paul de Coulans-sur-Lizon                 | Éternoz                      |         | 47° 01′ 35″ nord, 6° 01′ 23″ est |                | |             | Église Saints-Pierre-et-Paul de Coulans-sur-Lizon                 |
| Église Saints-Ferréol-et-Ferjeux d'Étouvans                       | Étouvans                     |         | 47° 27′ 51″ nord, 6° 43′ 17″ est |                | |             | Église Saints-Ferréol-et-Ferjeux d'Étouvans                       |
| Église Saint-Martin d'Étrabonne                                   | Étrabonne                    |         | 47° 13′ 59″ nord, 5° 44′ 31″ est |                | |             | Église Saint-Martin d'Étrabonne                                   |
| Église Saints-Ferréol-et-Ferjeux d'Étray                          | Étray                        |         | 47° 07′ 27″ nord, 6° 20′ 33″ est |                | |             | Église Saints-Ferréol-et-Ferjeux d'Étray                          |
| Église de l'Assomption d'Évillers                                 | Évillers                     |         | 47° 00′ 02″ nord, 6° 13′ 41″ est | « IA00014049 » | |             | Église de l'Assomption d'Évillers                                 |

### Culteprotestant
| Église                                                    | Commune                      | Adresse | Coordonnées                      | Notice         | Protection | Date | Illustration                                              |
| --------------------------------------------------------- | ---------------------------- | ------- | -------------------------------- | -------------- | ---------- | ---- | --------------------------------------------------------- |
| Temple protestant d'Abbévillers                           | Abbévillers                  |         | 47° 25′ 58″ nord, 6° 54′ 53″ est |                |            |      | Temple protestant d'Abbévillers                           |
| Église luthérienne d'Aibre                                | Aibre                        |         | 47° 32′ 55″ nord, 6° 41′ 41″ est |                |            |      | Église luthérienne d'Aibre                                |
| Temple luthérien d'Allenjoie                              | Allenjoie                    |         | 47° 32′ 04″ nord, 6° 53′ 47″ est | « IA00055124 » |            |      | Temple luthérien d'Allenjoie                              |
| Église luthérienne d'Allondans                            | Allondans                    |         | 47° 31′ 06″ nord, 6° 44′ 54″ est |                |            |      | Église luthérienne d'Allondans                            |
| Temple luthérien d'Audincourt                             | Audincourt                   |         | 47° 28′ 59″ nord, 6° 50′ 20″ est |                |            |      | Temple luthérien d'Audincourt                             |
| Temple luthérien d'Autechaux-Roide                        | Autechaux-Roide              |         | 47° 23′ 37″ nord, 6° 48′ 52″ est |                |            |      | Temple luthérien d'Autechaux-Roide                        |
| Temple luthérien de Badevel                               | Badevel                      |         | 47° 30′ 08″ nord, 6° 56′ 20″ est |                |            |      | Temple luthérien de Badevel                               |
| Temple protestant de Bart                                 | Bart                         |         | 47° 29′ 25″ nord, 6° 46′ 13″ est |                |            |      | Temple protestant de Bart                                 |
| Église luthérienne de Bavans                              | Bavans                       |         | 47° 28′ 55″ nord, 6° 43′ 46″ est |                |            |      | Église luthérienne de Bavans                              |
| Temple du Saint-Esprit de Besançon                        | Besançon                     |         | 47° 14′ 26″ nord, 6° 01′ 23″ est |                |            |      | Temple du Saint-Esprit de Besançon                        |
| Temple luthérien de Bethoncourt                           | Bethoncourt                  |         | 47° 31′ 57″ nord, 6° 47′ 45″ est |                |            |      | Temple luthérien de Bethoncourt                           |
| Temple protestant de Beutal                               | Beutal                       |         | 47° 28′ 17″ nord, 6° 38′ 31″ est |                |            |      | Temple protestant de Beutal                               |
| Temple protestant de Blamont                              | Blamont                      |         | 47° 23′ 10″ nord, 6° 50′ 55″ est |                |            |      | Temple protestant de Blamont                              |
| Église luthérienne de Bondeval                            | Bondeval                     |         | 47° 26′ 37″ nord, 6° 50′ 54″ est |                |            |      | Église luthérienne de Bondeval                            |
| Temple de Colombier-Fontaine                              | Colombier-Fontaine           |         | 47° 27′ 05″ nord, 6° 41′ 28″ est |                |            |      | Temple de Colombier-Fontaine                              |
| Temple luthérien de Dambenois                             | Dambenois                    |         | 47° 32′ 35″ nord, 6° 52′ 05″ est |                |            |      | Temple luthérien de Dambenois                             |
| Église luthérienne de Dampierre-les-Bois                  | Dampierre-les-Bois           |         | 47° 30′ 24″ nord, 6° 54′ 53″ est |                |            |      | Église luthérienne de Dampierre-les-Bois                  |
| Église protestant de Dasle                                | Dasle                        |         | 47° 28′ 40″ nord, 6° 53′ 44″ est |                |            |      | Église protestant de Dasle                                |
| Église luthérienne de Désandans                           | Désandans                    |         | 47° 32′ 05″ nord, 6° 40′ 40″ est |                |            |      | Église luthérienne de Désandans                           |
| Temple Protestant d'Exincourt                             | Exincourt                    |         | 47° 29′ 54″ nord, 6° 50′ 03″ est |                |            |      | Temple Protestant d'Exincourt                             |
| Temple Luthérien de Fesches-le-Châtel                     | Fesches-le-Châtel            |         | 47° 31′ 23″ nord, 6° 53′ 52″ est |                |            |      | Temple Luthérien de Fesches-le-Châtel                     |
| Église luthérienne de Glay                                | Glay                         |         | 47° 24′ 18″ nord, 6° 53′ 29″ est |                |            |      | Église luthérienne de Glay                                |
| Temple luthérien de Grand-Charmont                        | Grand-Charmont               |         | 47° 31′ 39″ nord, 6° 49′ 21″ est |                |            |      | Temple luthérien de Grand-Charmont                        |
| Temple protestant d'Hérimoncourt                          | Hérimoncourt                 |         | 47° 26′ 24″ nord, 6° 52′ 56″ est |                |            |      | Temple protestant d'Hérimoncourt                          |
| Église protestante luthérienne de Longevelle-sur-Doubs    | Longevelle-sur-Doubs         |         | 47° 27′ 08″ nord, 6° 39′ 10″ est |                |            |      | Église protestante luthérienne de Longevelle-sur-Doubs    |
| Église luthérienne de Lougres                             | Lougres                      |         | 47° 28′ 16″ nord, 6° 41′ 15″ est |                |            |      | Église luthérienne de Lougres                             |
| Église luthérienne de Mandeure                            | Mandeure                     |         | 47° 26′ 58″ nord, 6° 48′ 27″ est |                |            |      | Église luthérienne de Mandeure                            |
| Temple Saint-Georges de Montbéliard                       | Montbéliard                  |         | 47° 30′ 33″ nord, 6° 47′ 30″ est | « PA00101683 » | Inscrit MH | 1986 | Temple Saint-Georges de Montbéliard                       |
| Temple Saint-Martin de Montbéliard                        | Montbéliard                  |         | 47° 30′ 37″ nord, 6° 47′ 50″ est | « PA00101684 » | Classé MH  | 1963 | Temple Saint-Martin de Montbéliard                        |
| Église évangélique mennonite de la Prairie                | Montbéliard                  |         | 47° 30′ 54″ nord, 6° 48′ 31″ est |                |            |      | Image manquante Téléverser                                |
| Chapelle évangélique de Montbéliard                       | Montbéliard                  |         | 47° 30′ 27″ nord, 6° 47′ 53″ est |                |            |      | Image manquante Téléverser                                |
| Église luthérienne de Montécheroux                        | Montécheroux                 |         | 47° 20′ 56″ nord, 6° 48′ 21″ est |                |            |      | Église luthérienne de Montécheroux                        |
| Église luthérienne de Pierrefontaine-lès-Blamont          | Pierrefontaine-lès-Blamont   |         | 47° 22′ 30″ nord, 6° 50′ 23″ est |                |            |      | Église luthérienne de Pierrefontaine-lès-Blamont          |
| Église luthérienne de Pont-de-Roide                       | Pont-de-Roide-Vermondans     |         | 47° 23′ 02″ nord, 6° 46′ 27″ est |                |            |      | Église luthérienne de Pont-de-Roide                       |
| Église luthérienne de Présentevillers                     | Présentevillers              |         | 47° 30′ 01″ nord, 6° 43′ 48″ est |                |            |      | Église luthérienne de Présentevillers                     |
| Église luthérienne de Roches-lès-Blamont                  | Roches-lès-Blamont           |         | 47° 24′ 40″ nord, 6° 51′ 11″ est |                |            |      | Église luthérienne de Roches-lès-Blamont                  |
| Église luthérienne de Saint-Julien-lès-Montbéliard        | Saint-Julien-lès-Montbéliard |         | 47° 31′ 17″ nord, 6° 42′ 52″ est |                |            |      | Église luthérienne de Saint-Julien-lès-Montbéliard        |
| Temple luthérien Saint-Maurice de Saint-Maurice-Colombier | Saint-Maurice-Colombier      |         | 47° 26′ 40″ nord, 6° 38′ 49″ est |                |            |      | Temple luthérien Saint-Maurice de Saint-Maurice-Colombier |
| Église luthérienne de Sainte-Marie                        | Sainte-Marie                 |         | 47° 30′ 33″ nord, 6° 41′ 39″ est |                |            |      | Église luthérienne de Sainte-Marie                        |
| Temple de Sainte-Suzanne                                  | Sainte-Suzanne               |         | 47° 30′ 10″ nord, 6° 46′ 14″ est |                |            |      | Temple de Sainte-Suzanne                                  |
| Temple luthérien de Seloncourt                            | Seloncourt                   |         | 47° 27′ 34″ nord, 6° 51′ 32″ est |                |            |      | Temple luthérien de Seloncourt                            |
| Temple de Sochaux                                         | Sochaux                      |         | 47° 30′ 53″ nord, 6° 50′ 00″ est |                |            |      | Temple de Sochaux                                         |
| Église luthérienne de Valentigney                         | Valentigney                  |         | 47° 27′ 38″ nord, 6° 49′ 57″ est |                |            |      | Église luthérienne de Valentigney                         |
| Temple de Vandoncourt                                     | Vandoncourt                  |         | 47° 28′ 04″ nord, 6° 54′ 06″ est |                |            |      | Temple de Vandoncourt                                     |
| Temple de Vieux-Charmont                                  | Vieux-Charmont               |         | 47° 31′ 25″ nord, 6° 50′ 20″ est |                |            |      | Temple de Vieux-Charmont                                  |
| Temple de Villars-lès-Blamont                             | Villars-lès-Blamont          |         | 47° 22′ 26″ nord, 6° 52′ 27″ est |                |            |      | Temple de Villars-lès-Blamont                             |
| Temple des Bassots                                        | Villers-le-Lac               |         | 47° 03′ 34″ nord, 6° 41′ 00″ est |                |            |      | Image manquante Téléverser                                |
| Église luthérienne de Voujeaucourt                        | Voujeaucourt                 |         | 47° 28′ 31″ nord, 6° 46′ 28″ est | « PA25000083 » | Inscrit MH | 2014 | Église luthérienne de Voujeaucourt                        |
| Église luthérienne d'Écurcey                              | Écurcey                      |         | 47° 24′ 19″ nord, 6° 48′ 39″ est |                |            |      | Église luthérienne d'Écurcey                              |
| Temple luthérien d'Étupes                                 | Étupes                       |         | 47° 30′ 26″ nord, 6° 51′ 47″ est | « IA00055273 » |            |      | Temple luthérien d'Étupes                                 |